# 2017年の日本プロ野球
2017年の日本プロ野球（2017ねんのにほんプロやきゅう）では、2017年の日本プロ野球（NPB）における動向をまとめる。

## できごと

### 1月
- 1日
  - 千葉ロッテマリーンズは、2017年のスローガン「翔破〜限界を超えろ！〜」を発表[1]。
- 4日
  - 読売ジャイアンツから戦力外通告を受けていた加藤健が現役引退することを関係者に対して通知していたことが明らかになる[2]。
  - 横浜DeNAベイスターズは、2017年のスローガン「THIS IS MY ERA.」を発表[3]。
- 5日
  - 横浜DeNAベイスターズは、読売ジャイアンツへFA移籍した山口俊の人的補償として平良拳太郎を獲得したことを発表[4]。
  - 読売ジャイアンツは、クリストファー・クリソストモ・メルセデスとホルヘ・マルティネスの2名について育成選手契約を結んだことを発表[5]。
- 6日
  - 中日ドラゴンズは、エルビス・アラウホとホルヘ・ロンドンの獲得を発表。背番号はアラウホが49、ロンドンが91[6]。
- 11日
  - 北海道日本ハムファイターズは、エドウィン・エスコバーを獲得したことを発表[7]。
- 16日
  - 野球殿堂博物館は、2017年度の野球殿堂顕彰者を発表し、プロ野球関係の表彰では伊東勤（捕手）をプレーヤー表彰者として、また平松政次（投手）、星野仙一（投手）の2名をエキスパート表彰者としてそれぞれ選出した[8][9]。
  - 北海道日本ハムファイターズは札幌市内の球団事務所で、2017年のスローガン「F-AMBITIOUS」（ファンビシャス）を発表[10]。
  - 埼玉西武ライオンズは、本拠地である西武ドームの名称を3月1日から『メットライフドーム』にすることを発表[11]。
- 20日
  - 福岡ソフトバンクホークスは、一軍監督の工藤公康と2019年シーズンまで契約更新したことを発表[12]。
- 26日
  - 横浜DeNAベイスターズは、ジョー・ウィーランドの入団を発表。背番号は56[13]。
- 30日
  - 中日ドラゴンズは、2017年より使用する新ユニホームを3種類発表[14]。
- 31日
  - 北海道日本ハムファイターズの大谷翔平がキャンプ先のアメリカ合衆国・アリゾナで、「昨年の日本シリーズで痛めた右足首の状態が思わしくない」として、WBC日本代表に選出されている3月のワールド・ベースボール・クラシック（以下WBCと記述）に投手として参加しないことを表明[15]。

### 2月
- 2日
  - 広島東洋カープは、ラミロ・ペーニャの獲得を発表。背番号は5[16]。
- 3日
  - WBC日本代表（侍ジャパン）監督の小久保裕紀は、大谷翔平のWBC日本代表からの離脱を表明[17]。→1月31日の出来事参照
- 4日
  - WBC日本代表を離脱した大谷翔平に代わり、福岡ソフトバンクホークスの武田翔太を追加招集したことを監督の小久保裕紀が発表[18]。
- 11日
  - 福岡ソフトバンクホークスは、昨季まで千葉ロッテマリーンズに在籍していたアルフレド・デスパイネの獲得を発表。総額12億円の3年契約で背番号は54[19]。
- 17日
  - 東北楽天ゴールデンイーグルスは、元横浜DeNAベイスターズの久保裕也と契約合意したことを発表。背番号は91[20]。
- 19日
  - 東京ヤクルトスワローズは、元千葉ロッテマリーンズの大松尚逸との契約が基本合意に達したことを発表。背番号は66[21]。
- 22日
  - 阪神タイガースは、ラファエル・ドリスと再契約を結んだことを発表。単年契約で背番号は98[22]。
- 26日
  - 中日ドラゴンズは、レオナルド・ウルヘエスとライデル・マルティネスの両名と育成選手契約したことを発表。背番号はウルへエスが210、マルティネスが211[23]。

### 3月
- 4日
  - WBC日本代表に選出されていた東北楽天ゴールデンイーグルスの嶋基宏が、下半身の張りで調整が遅れていることを理由に監督の小久保裕紀に対して自ら代表辞退を申し出て了承された。これを受け小久保は嶋の代わりとして埼玉西武ライオンズの炭谷銀仁朗を追加招集した[24]。
- 19日
  - 2015年に中日ドラゴンズを自由契約となっていた川上憲伸が、名古屋・CBCテレビの番組で現役引退を表明。今後は野球評論家として活動[25]。
- 22日
  - WBC準決勝で、日本代表はアメリカ代表に1-2で敗れ、2大会ぶりの決勝進出はならなかった[26]。試合後の記者会見で監督の小久保裕紀は契約満了を理由に退任を表明した[27]。
- 24日
  - 福岡ソフトバンクホークスは、育成選手の曽根海成を支配下選手登録したことを発表。背番号は69[28]。
- 25日
  - 福岡ソフトバンクホークスが、この日の対広島東洋カープとのオープン戦でノーヒットノーランを松坂大輔・五十嵐亮太・デニス・サファテの継投により達成[29]。
- 27日
  - コミッショナーの熊﨑勝彦は、野球賭博行為で1年間の失格処分を受けていた元読売ジャイアンツの高木京介から提出されていた復帰申請を受理した。これを受け、読売ジャイアンツは高木を育成選手として再契約した。背番号は028[30]。
- 28日
  - オリックス・バファローズは、育成登録の角屋龍太を4月1日からBCリーグの福井ミラクルエレファンツに派遣すると発表[31]。
- 29日
  - 日本野球機構などは、2018年のオールスターゲームの第2戦を2016年に発生した熊本地震の復興支援として熊本・藤崎台球場で開催すると同時に、同年から4年間隔で第2戦を地方球場で実施すると発表[32]。
- 30日
  - 千葉ロッテマリーンズは、昨年限りで引退したサブロー（大村三郎）がスペシャルアシスタント（特別補佐役）に就任したことを発表[33]。
- 31日
  - セントラルリーグ、パシフィックリーグ同時開幕[34]。
  - 横浜DeNAベイスターズのホセ・ロペスが通算100本塁打、史上280人目[35]。

### 4月
- 1日
  - 福岡ソフトバンクホークスは、MLBのシカゴ・カブスを自由契約となった川﨑宗則の入団を発表。単年契約で背番号は52。川崎は6年ぶりの日本球界復帰となる[36]。
  - 広島東洋カープ対阪神タイガース第2回戦で、9回終了時点で両チーム合わせて26四球を与え、80年ぶりにプロ野球記録タイをマークする珍事となった[37]。
- 2日
  - 東京ヤクルトスワローズの鵜久森淳志が、横浜DeNAベイスターズ戦の10回裏に代打サヨナラ満塁ホームランを記録。球団では35年ぶり2本目[38]。
- 7日
  - 埼玉西武ライオンズの栗山巧が通算1500試合出場、史上187人目[39]。
- 14日
  - オリックス・バファローズの金子千尋が、現役選手最多タイの通算21完封勝利を達成[40]。
- 16日
  - 千葉ロッテマリーンズの唐川侑己が通算1000投球回、史上346人目[41]。
- 19日
  - 阪神タイガースの鳥谷敬が、歴代2位となる1767試合連続出場[42]。
- 21日
  - 阪神タイガースのランディ・メッセンジャーが、外国人投手史上初となる20度目の2ケタ奪三振（10個）を記録[43]。
- 22日
  - 東北楽天ゴールデンイーグルスの松井稼頭央が通算200本塁打、史上100人目を達成[44]。
- 25日
  - オリックス・バファローズの平野佳寿が通算500試合登板、史上97人目[45]。
  - 東北楽天ゴールデンイーグルスの松井裕樹が、史上17人目・通算18度目となる3者連続3球三振[46]。
  - 日本野球機構審判員の森健次郎が通算2000試合出場、史上65人目で現役審判では8人目[47]。
- 30日
  - 中日ドラゴンズの大島洋平が通算1000安打、史上286人目[48]。
  - この日行われた6試合すべてが1点差で決着。これは1997年4月26日以来[49]。

### 5月
- 2日
  - 読売ジャイアンツの菅野智之が、セントラル・リーグでは28年ぶりの3戦連続完封勝利[50]。
- 4日
  - 埼玉西武ライオンズのエルネスト・メヒアが通算100本塁打、史上281人目[51]。
- 10日
  - 東北楽天ゴールデンイーグルスの則本昂大が、球団新記録の4戦連続2桁奪三振を達成[52]。
  - 福岡ソフトバンクホークスは、リバン・モイネロとオスカー・コラスの2名と育成選手契約を結んだことを発表。背番号はモイネロが143、コラスが144[53]。
- 11日
  - 福岡ソフトバンクホークスの川﨑宗則が日米通算1500本安打[54]。
- 12日
  - 北海道日本ハムファイターズが、前身の東急フライヤーズ時代の1950年以来となるチーム1試合7本塁打[55]。
  - 千葉ロッテマリーンズの涌井秀章が、パシフィック・リーグワーストとなる1試合6被本塁打[56]。
- 13日
  - 北海道日本ハムファイターズのブランドン・レアードが、史上20人目・通算21度目となる4打数連続本塁打を記録[57]。
- 16日
  - 千葉ロッテマリーンズが埼玉西武ライオンズに敗れ、開幕37試合目で自力優勝が消滅。これは1990年の福岡ダイエーホークス（当時）に並ぶ[58]。
- 17日
  - 東北楽天ゴールデンイーグルスの則本昂大が5戦連続2桁奪三振、史上5人目[59]。
  - 阪神タイガースの能見篤史が、通算1500投球回、史上176人目[60]。
- 18日
  - 千葉ロッテマリーンズは、2017WBCキューバ代表のロエル・サントスと1年契約で合意したことを発表[61]。
- 20日
  - 埼玉西武ライオンズの浅村栄斗が通算100本塁打、史上282人目[62]。
  - 読売ジャイアンツの阿部慎之助が史上50人目の通算2000試合出場を達成[63]。
- 23日
  - 福岡ソフトバンクホークス一軍監督の工藤公康が、監督通算200勝を達成[64]。
  - オリックス・バファローズは、奥浪鏡が5月17日に30日間の運転免許停止処分を受けたにもかかわらず、22日の19時30分頃に大阪市内で車を運転中に2人乗りのバイクに接触する事故を起こしていたことを公表。球団は奥浪を無期限謹慎処分とし、謹慎期間中に一切の野球活動をさせないこと、社会奉仕の活動を行わせることを明らかにした[65]。
- 24日
  - 福岡ソフトバンクホークスの笠原大芽が、一軍公式戦に初登板したことにより日本プロ野球史上初の親子兄弟の一軍公式戦登板を記録[66]。
- 25日
  - コミッショナーの熊﨑勝彦は、5月24日に行われた対広島東洋カープ戦で審判に暴言を吐き今季二度目の退場処分を受けた東京ヤクルトスワローズのウラディミール・バレンティンを1試合の出場停止、及び制裁金10万円の処分にしたことを発表[67]。
  - 千葉ロッテマリーンズの井口資仁が通算250本塁打、史上60人目[68]。
  - 東北楽天ゴールデンイーグルスの則本昂大が、1991年の野茂英雄以来となる6戦連続二桁奪三振を記録[69]。
- 28日
  - 東北楽天ゴールデンイーグルスの茂木栄五郎が10号本塁打を記録。球団の生え抜き選手史上初の二桁本塁打となった[70]。
  - 読売ジャイアンツの長野久義が通算1000試合出場、史上483人目[71][72]。
  - 阪神タイガースの糸井嘉男が通算250盗塁、史上45人目[73]。
- 30日
  - セ・パ交流戦開幕。
  - オリックス・バファローズは、クリス・マレーロの獲得を発表。単年契約で背番号は12[74]。
  - 阪神タイガースの藤川球児が通算1000奪三振、史上146人目。771回2/3イニングでの達成は野茂英雄の871回を上回りプロ野球史上最速[75]。
  - 中日ドラゴンズの藤井淳志が1号ソロ本塁打を放ち、これが球団通算8500本塁打となった[76]。
- 31日
  - 広島東洋カープの鈴木誠也が10号3ラン本塁打を放ち、これが球団通算8000本塁打となった[77]。

### 6月
- 1日
  - 東北楽天ゴールデンイーグルスの則本昂大が、プロ野球新記録の7戦連続二桁奪三振[78]。
  - 北海道日本ハムファイターズの近藤健介が47試合の出場で打率4割。張本勲の所持していた球団記録を更新[79]。
  - 千葉ロッテマリーンズ一軍監督の伊東勤が監督通算500勝。球団6人目[80]。
- 2日
  - 広島東洋カープは、育成選手のサビエル・バティスタを支配下選手として契約したことを発表。6年契約で背番号は95[81]。
  - 東北楽天ゴールデンイーグルスが、対中日ドラゴンズ戦でパシフィック・リーグ史上三度目となる1試合5暴投。また菅原秀は史上15人目の1イニング3暴投[82]。
- 3日
  - 読売ジャイアンツの村田修一が通算350本塁打、史上29人目[83]。
  - 中日ドラゴンズの荒木雅博が通算2000安打、史上48人目。高卒ドラフト1位指名での達成は史上4人目[84]。また、アレックス・ゲレーロが球団新記録の6戦連続本塁打[85]。
- 4日
  - 広島東洋カープのサビエル・バティスタが前日の代打での初打席本塁打に続く2打席連続代打本塁打。初打席から2打席連続本塁打は史上3人目、セリーグ・外国人選手・育成出身選手としては初。[86]
- 6日
  - 千葉ロッテマリーンズは、2015年に東北楽天ゴールデンイーグルスに所属していたウィリー・モー・ペーニャの獲得を発表。単年契約で背番号は54[87]。
  - 読売ジャイアンツが、1975年以来42年ぶりとなる球団ワーストタイの11連敗[88]。
  - 横浜DeNAベイスターズのホセ・ロペスが対東北楽天ゴールデンイーグルス1回戦（荘内銀行・日新製薬スタジアムやまがた）の5回表に本塁打を放ち、史上32人目となる全球団から本塁打を達成[89]。
- 7日
  - オリックス・バファローズの中島宏之が通算300二塁打、史上68人目[90]。
  - 読売ジャイアンツが、対埼玉西武ライオンズ戦（メットライフドーム）に0-3で敗れ、1975年に記録した11連敗を上回る球団ワースト記録となる12連敗を喫した[91]。さらに翌日行われた西武戦でも敗れ13連敗となったが、翌々日の対北海道日本ハムファイターズ戦（札幌ドーム）で勝利して連敗記録をストップさせた[92]。
- 8日
  - 埼玉西武ライオンズは、育成登録の木村昇吾を支配下選手登録したことを発表。背番号は0。さらに即日出場選手登録した[93]。
- 9日
  - オリックス・バファローズのクリス・マレーロが、対中日ドラゴンズ戦の5回裏に逆転2ラン本塁打を放った際、ホームベースを踏み忘れて本塁打が取り消される（記録は三塁打）[94]。
- 10日
  - 北海道日本ハムファイターズ一軍監督の栗山英樹が監督通算400勝、史上43人目[95]。
  - 東京ヤクルトスワローズが、プロ野球ワーストとなる交流戦開幕10連敗[96]。
- 11日
  - 東北楽天ゴールデンイーグルスの松井裕樹が、プロ野球史上最速となる54試合目でシーズン20セーブ[97]。
- 12日
  - 東北楽天ゴールデンイーグルスは、BCリーグ・富山GRNサンダーバーズ所属のジョシュ・コラレスの獲得を発表、背番号は93[98]。
- 13日
  - 読売ジャイアンツは、ゼネラルマネージャー（GM）の堤辰佳が辞任し、GM特別補佐の鹿取義隆が新GMに就任したことを発表[99]。
  - 読売ジャイアンツの陽岱鋼が通算1000試合出場、史上484人目[100]。
  - 東京ヤクルトスワローズの石川雅規が通算2500投球回、史上46人目[101]。
- 14日
  - 読売ジャイアンツが福岡ソフトバンクホークス戦で、山口俊、スコット・マシソン、アルキメデス・カミネーロの3人による継投でのノーヒットノーランを達成[102]。
- 15日
  - 東北楽天ゴールデンイーグルスの則本昂大が7回8奪三振6失点で降板。連続二桁奪三振記録は8で止まった[103]。
  - 阪神タイガース一軍監督の金本知憲が監督通算100勝[104]。
- 16日
  - 福岡ソフトバンクホークスは育成登録のリバン・モイネロを支配下選手登録し、即日出場選手登録した。背番号は35[105]。
- 17日
  - 埼玉西武ライオンズは、スティーブン・ファイフを獲得したことを発表[106]。
  - 阪神タイガースは、育成登録の西田直斗を支配下選手登録したことを発表。背番号は93[107]。
  - 横浜DeNAベイスターズ一軍監督のアレックス・ラミレスが監督通算100勝を達成[108]。
- 18日
  - 福岡ソフトバンクホークスが3年連続で交流戦最高勝率を達成[109]。
  - 読売ジャイアンツ一軍監督の高橋由伸が監督通算100勝を達成[110]。
- 20日
  - 千葉ロッテマリーンズの井口資仁が今シーズン限りでの引退を表明[111]。
- 23日
  - 北海道日本ハムファイターズの谷元圭介が通算100ホールド、史上25人目[112]。
  - 福岡ソフトバンクホークスの柳田悠岐がセ・パ交流戦MVPを獲得[113]。また西武戦で史上283人目の通算100本塁打を達成[114]。
  - 中日ドラゴンズの岩瀬仁紀が対読売ジャイアンツ戦でセーブを記録し、山本昌が保持していたセ・リーグの最年長セーブ記録（41歳2ヶ月）を42歳7ヶ月に更新[115]。
  - オリックス・バファローズは、一軍投手コーチの星野伸之が体調不良により当面の間休養することを発表[116]。
- 24日
  - 北海道日本ハムファイターズが、2004年の北海道移転後最速となる主催試合35試合目で観客動員数100万人を突破[117]。
- 27日
  - 福岡ソフトバンクホークスの松田宣浩が通算200本塁打、史上101人目[118]。
  - 広島東洋カープの新井貴浩が通算3500塁打、史上28人目[119]。
  - 埼玉西武ライオンズは、一軍投手コーチの森慎二が病気のため当面休養することを発表[120]。しかし発表翌日の28日に多臓器不全のため死去（享年42）[121]。
- 30日
  - 北海道日本ハムファイターズは、ヤディル・ドレイクを獲得したことを発表。単年契約で背番号は52[122]。
  - 東京ヤクルトスワローズの近藤一樹が、2011年の森福允彦以来史上8人目となる1球でプロ初セーブ。奪三振での1球セーブは史上初[123]。
  - オリックス・バファローズは、体調不良で休養していた一軍投手コーチの星野伸之が7月1日から復帰すると発表[124]。

### 7月
- 2日
  - 埼玉西武ライオンズの栗山巧が通算300二塁打、史上69人目[125]。
- 5日
  - 福岡ソフトバンクホークスの今宮健太が通算250犠打、史上19人目[126]。またデニス・サファテが通算200セーブ、史上6人目で外国人投手では史上初[127]。
  - 東北楽天ゴールデンイーグルスが、球団創設以来通算800勝を達成[128]。
- 6日
  - 東京ヤクルトスワローズは、カルロス・リベロの獲得を発表。背番号は39[129]。
  - 横浜DeNAベイスターズの黒羽根利規と北海道日本ハムファイターズのエドウィン・エスコバーのトレードが成立したことを両球団が発表[130][131]。
  - 広島東洋カープの丸佳浩が通算100本塁打、史上284人目[132]。
  - 北海道日本ハムファイターズの田中賢介が通算200盗塁、史上74人目[133]。
- 7日
  - 阪神タイガースは、ジェイソン・ロジャースの入団を発表。背番号は48[134]。
  - 中日ドラゴンズは、育成選手の浜田智博を四国アイランドリーグplusの香川オリーブガイナーズにシーズン終了まで派遣することを発表[135]。
  - 千葉ロッテマリーンズの涌井秀章が通算2000投球回、史上89人目[136]。
- 8日
  - 横浜DeNAベイスターズの田中浩康が通算1000安打、史上287人目[137]。
- 9日
  - オリックス・バファローズ対千葉ロッテマリーンズ第14回戦の試合前に京セラドーム大阪の5階スタンドから鉄パイプ1本が落下し、調整中だったオリックスの中島宏之に当たる事故が発生。病院で打撲と診断された[138]。
  - 読売ジャイアンツの坂本勇人が通算1500本安打。史上123人目で、右打者では史上最年少での達成[139]。
- 12日
  - 広島東洋カープの石原慶幸が通算1500試合出場、史上189人目[140]。
  - 東京ヤクルトスワローズが、この日の読売ジャイアンツ戦に敗戦。これにより10連敗を喫した。なおヤクルトは前半戦で二度の10連敗を喫し、これは1956年の高橋ユニオンズ以来61年ぶりとなる[141]。
- 13日
  - 読売ジャイアンツは二軍監督の斎藤雅樹を一軍投手コーチに、巡回打撃コーチの内田順三を二軍監督に据える配置転換を発表[142]。
  - フレッシュオールスターゲーム（静岡県草薙総合運動場硬式野球場）開催[143]。史上初の0-0となった。MVPは福岡ソフトバンクホークスの曽根海成[144]。育成選手出身のMVP受賞は史上初[145]。
- 14日・15日 - 「マイナビオールスターゲーム2017」開催[146]。
  - 14日の第1戦（ナゴヤドーム）はパ・リーグが6−2でセ・リーグを下して勝利。MVPは内川聖一（ソフトバンク）。
  - 15日の第2戦（ZOZOマリンスタジアム）はパ・リーグが3−1でセ・リーグを下して連勝。MVPはアルフレド・デスパイネ（ソフトバンク）。
- 18日
  - 埼玉西武ライオンズの源田壮亮が25盗塁、球団の新人タイ記録に並んだ[147]。
  - 中日ドラゴンズの岩瀬仁紀が歴代2位タイの944試合登板[148]。
  - 読売ジャイアンツの山口俊が11日未明に泥酔して負傷した上、病院で暴行傷害事件を起こした疑惑が発覚。球団に報告していなかったことも有り、出場自粛として19日に登録抹消[149]。
- 19日
  - 埼玉西武ライオンズの中村剛也が通算350本塁打、史上30人目[150]。
- 21日
  - 広島東洋カープは、育成登録のアレハンドロ・メヒアを支配下選手契約したことを発表。6年契約で背番号は96[151]。
  - 福岡ソフトバンクホークスのデニス・サファテが、パシフィック・リーグ史上初、プロ野球全体でも岩瀬仁紀に次いで2人目となる4年連続30セーブを達成[152]。
  - 中日ドラゴンズの岩瀬仁紀が、歴代単独2位となる945試合登板[153]。
- 23日
  - 千葉ロッテマリーンズ一軍監督の伊東勤が通算600勝を達成[154]。
- 24日
  - 東京ヤクルトスワローズの杉浦稔大と北海道日本ハムファイターズの屋宜照悟のトレードが成立したことを両球団が発表[155]。
  - 日本野球機構は、BCリーグ・福井ミラクルエレファンツへ派遣されていたオリックス・バファローズ育成登録の角屋龍太が8月1日から球団に復帰すると発表[156]。→3月28日の出来事参照
- 25日
  - 東京ヤクルトスワローズのウラディミール・バレンティンが通算200本塁打、史上102人目[157]。
- 26日
  - 東北楽天ゴールデンイーグルスは、読売ジャイアンツのルイス・クルーズを金銭トレードで獲得したことを発表。背番号は67[158]。
  - 北海道日本ハムファイターズが、2004年の北海道移転後通算1000勝を達成[159]。
  - 東京ヤクルトスワローズがこの日の対中日ドラゴンズ戦（神宮球場）で7回表終了時点で0-10から11点を取り逆転サヨナラ勝ち。日本プロ野球界で10点差以上からの逆転劇は1997年8月24日の近鉄バファローズ対千葉ロッテマリーンズ戦（近鉄が0-10から11-10と逆転）以来20年振り4度目、セ・リーグでは1951年松竹ロビンス対大洋ホエールズ戦（松竹が2-12から13-12と逆転）以来66年ぶり2度目[160][161]。
- 28日
  - 読売ジャイアンツは、育成登録の増田大輝と青山誠を支配下選手契約したことを発表。背番号は増田が98、青山が99[162]。
- 30日
  - 北海道日本ハムファイターズの中島卓也がプロ初本塁打を放ったが、2287打席目での初本塁打はプロ野球史上最も遅い記録となった[163]。
- 31日
  - 読売ジャイアンツは、育成登録の田中貴也を支配下選手契約したことを発表。背番号は63[164]。
  - 中日ドラゴンズは、北海道日本ハムファイターズの谷元圭介を金銭トレードで獲得。背番号は60[165]。
  - 野球日本代表（侍ジャパン）の新監督として北海道日本ハムファイターズスポーツ・コミュニティー・オフィサー（SCO）及び野球解説者を務める稲葉篤紀が就任したことを正式発表[166]。また今回より新設される「強化本部長」には、全日本野球協会副会長で1992年バルセロナ五輪で日本代表監督を務めた山中正竹が就任した[167][168]。
  - 東北楽天ゴールデンイーグルスは、育成登録の宋家豪と八百板卓丸を支配下選手契約したことを発表。背番号は宋が94、八百坂が95[169]。

### 8月
- 3日
  - オリックス・バファローズは、5月22日に運転免許停止中に大阪市内で接触事故を起こした奥浪鏡との契約を解除したことを発表[170]。→5月23日の出来事参照
  - 読売ジャイアンツの阿部慎之助が通算3500塁打、史上29人目[171]。
  - 北海道日本ハムファイターズの宮西尚生が通算250ホールド、史上2人目。パ・リーグでは初[172]。
  - 阪神タイガースの岩田稔が通算1000投球回、史上348人目[173]。
  - 読売ジャイアンツの陽岱鋼、埼玉西武ライオンズの秋山翔吾、オリックス・バファローズの吉田正尚の3人が初回先頭打者本塁打。これは17年ぶり7度目[174]。
- 4日
  - 中日ドラゴンズの岩瀬仁紀が、米田哲也に並ぶ通算949試合登板を勝利投手で飾る[175]。
  - 読売ジャイアンツの相川亮二が通算1500試合出場[176]、史上190人目[177]。
  - 埼玉西武ライオンズが、前身の西鉄ライオンズ以来59年ぶりとなる13連勝[178]。
  - オリックス・バファローズは、ステフェン・ロメロと新たに来シーズンから3年契約を結んだことを発表[179]。
- 5日
  - 読売ジャイアンツが、日本プロ野球新記録となる6試合連続3本塁打以上を達成[180]。
  - 東北楽天ゴールデンイーグルス対千葉ロッテマリーンズ第14回戦で、楽天の茂木栄五郎、ロッテの加藤翔平がともに先頭打者本塁打。これは2009年以来8年ぶり13度目[181]。
- 6日
  - 中日ドラゴンズの岩瀬仁紀が、プロ野球史上最多となる950試合登板を自身が保持するセントラル・リーグ史上最年長セーブ記録更新（42歳8か月）で飾る[182]。
  - オリックス・バファローズ一軍監督の福良淳一が監督通算100勝[183]。
- 7日
  - プロ野球実行委員会において、今シーズンより現役を引退する選手が引退試合を行う場合に選手の入れ替えなしに1日限定で登録できる制度を導入することを決定。当該選手はクライマックスシリーズまでの登録は不可能だが日本選手権シリーズに進出した場合の出場は可能となる[184]。
- 9日
  - 東京ヤクルトスワローズの大松尚逸と東北楽天ゴールデンイーグルスのジャフェット・アマダーがスカパー! ドラマティック・サヨナラ賞を受賞[185]。
  - 東北楽天ゴールデンイーグルスの茂木栄五郎が、2002年の松井稼頭央と並びパシフィック・リーグタイ記録となるシーズン3本目の初球先頭打者本塁打[186]。
- 11日
  - 読売ジャイアンツのユニフォームの到着が交通渋滞で遅れ、対広島東洋カープ第17回戦の試合開始が30分遅延する[187]。
- 12日
  - 阪神タイガースの福留孝介が通算250号本塁打、史上61人目[188]。また鳥谷敬が球団新記録となる13年連続100安打[189]。
- 13日
  - 千葉ロッテマリーンズ一軍監督の伊東勤が今季限りで辞任することを表明[190]。
  - 読売ジャイアンツの阿部慎之助が通算2000安打、史上49人目、巨人の生え抜きでは5人目[191]。
  - 北海道日本ハムファイターズの中田翔が通算1000試合出場、史上486人目[192]。
- 15日
  - 福岡ソフトバンクホークスが、ソフトバンク参入以降での通算1000勝を達成[193]。
- 16日
  - 北海道日本ハムファイターズのブランドン・レアードが通算100本塁打、史上285人目[194]。増井浩俊が通算100セーブ[195]、史上28人目[196]。また増井は史上4人目となる100セーブ100ホールドも達成[197]。
  - 福岡ソフトバンクホークスのデニス・サファテが岩瀬仁紀に次いで史上2人目の3年連続40セーブ[198]。
  - 千葉ロッテマリーンズのジェイソン・スタンリッジが、ベンチの中から審判に暴言を吐き退場処分[199]。コミッショナーの熊﨑勝彦は翌17日に厳重注意と制裁金10万円の処分を科した[200]。
  - 読売ジャイアンツの陽岱鋼が通算1000安打、史上288人目[201]。
- 17日
  - 阪神タイガースの髙橋聡文が通算500試合登板[202]、史上98人目[203]。
- 18日
  - 警視庁目黒署は、7月11日未明に目黒区内の病院で泥酔状態で暴れドアを破損した上に警備員に暴行を働きケガをさせたとして、読売ジャイアンツの山口俊を書類送検[204]。これを受け球団は山口に対し今シーズン終了までの出場停止及び罰金、減俸の処分を科した[205]。→7月18日の出来事参照
- 22日
  - 東京ヤクルトスワローズ一軍監督の真中満が今季限りでの辞任及び球団からの退団を表明[206]。
  - 横浜DeNAベイスターズが、対広島東洋カープ戦でプロ野球史上初となる三者連続本塁打（筒香嘉智・ホセ・ロペス・宮﨑敏郎）によるサヨナラ勝利[207]。
- 24日
  - 横浜DeNAベイスターズが球団57年ぶりの3戦連続サヨナラ勝ち[208]。
- 27日
  - 福岡ソフトバンクホークスの和田毅が通算1500奪三振、史上51人目[209]。
  - オリックス・バファローズの平野佳寿が通算150セーブ。史上13人目[210]。
- 30日
  - 東北楽天ゴールデンイーグルス対埼玉西武ライオンズ第20回戦で、8回表終了後に降雨のため中断し、再開しようとしたところ鳥の大群がKoboパーク宮城に押し寄せ、照明を消して追い払ったため58分間試合が中断するハプニングがあった[211]。
- 31日
  - 阪神タイガースは、北海道日本ハムファイターズからウェイバー公示されていたルイス・メンドーサの獲得を発表し即日支配下選手登録した。背番号は75[212]。
  - 福岡ソフトバンクホークスのデニス・サファテが44セーブ、パ・リーグ新記録[213]。
  - 埼玉西武ライオンズの秋山翔吾が通算1000安打、史上289人目[214]。
  - 読売ジャイアンツのスコット・マシソンが通算150ホールド、史上5人目で外国人では史上初[215]。

### 9月
- 1日
  - 読売ジャイアンツの村田修一が通算150死球、史上4人目[216]。
  - 福岡ソフトバンクホークス対東北楽天ゴールデンイーグルス第19回戦の2回表にソフトバンクの東浜巨の投球に対して激高、威嚇行為をしたとして、楽天のジャフェット・アマダーを退場処分に。コミッショナーの熊﨑勝彦は9月4日にアマダーに対し厳重注意と制裁金10万円の処分を科した[217]。
  - 横浜DeNAベイスターズは、2017年のスローガン「OUR TIME IS N.O.W.」を新たに発表。シーズン途中での新スローガン発表は異例[218]。
- 2日
  - 福岡ソフトバンクホークス対東北楽天ゴールデンイーグルズ20回戦で、ソフトバンクが楽天を3-1で破りクライマックスシリーズへの進出が決定。また、ソフトバンクのデニス・サファテがプロ野球最多タイとなるシーズン46セーブを挙げた[219]。
  - 読売ジャイアンツの亀井善行が通算1000試合出場、史上487人目[220]。ケーシー・マギーが球団新記録の41二塁打[221]。
- 3日
  - 阪神タイガースの福留孝介が日本通算350二塁打、史上41人目[222]。
- 4日
  - 中日ドラゴンズは、一軍投手コーチでブルペン担当だった友利結のコーチ登録を抹消し、代わりとして二軍投手コーチだった朝倉健太をベンチ担当の一軍投手コーチとする人事を発表[223]。
  - 日本野球機構（NPB）は、パシフィック・リーグの優勝トロフィーについて、1950年のリーグ設立から2016年度まで使用されてきた初代トロフィーに替わり、名和晃平（彫刻家）が制作に携わった2代目トロフィーを2017年度公式戦優勝球団に授与することを発表[224]。
  - 日本野球機構（NPB）は、1936年設立の日本職業野球連盟時代に実施された公式戦から数えて通算10万号本塁打が2017年度の公式戦開催期間中に記録されることを見込んで、10万号カウントダウン特別ウェブサイトの立ち上げ、10万号本塁打を記録した選手に対して賞金100万円を贈与するなどといった、『10万号本塁打カウントダウン特別企画プロジェクト』を実施することを発表[225]。
- 5日
  - 福岡ソフトバンクホークスのデニス・サファテが日本プロ野球新記録のシーズン47セーブ[226]。
  - 埼玉西武ライオンズの源田壮亮が球団新人安打タイ記録の127安打[227]。
  - 千葉ロッテマリーンズが埼玉西武ライオンズに敗れ、4位以下が確定しクライマックスシリーズ進出の可能性がなくなった[228]。
  - オリックス・バファローズは、ブランドン・ディクソンとクリス・マレーロの契約更新を発表。ディクソンは2年契約、マレーロは1年契約となる[229]。
- 7日
  - 広島東洋カープ対阪神タイガース23回戦で、広島が阪神を6-4で破りクライマックスシリーズへの進出が決定[230]。
- 8日
  - 阪神タイガースの鳥谷敬が通算2000安打、史上50人目。球団生え抜き選手では藤田平に続いて2人目[231]。
  - 中日ドラゴンズが広島東洋カープに敗れ、5年連続で勝率5割以下が確定[232]。
- 10日
  - 阪神タイガースは、二軍監督の掛布雅之の今季限りでの退任を発表[233]。
  - 福岡ソフトバンクホークスのデニス・サファテが日本プロ野球史上初となるシーズン50セーブ目を記録[234]。
  - 読売ジャイアンツの澤村拓一が、トレーナーのハリ治療の施術ミスにより右肩痛を発症していた可能性が高いことを球団が発表。球団社長の石井一夫、GMの鹿取義隆、そして当該トレーナーが発表前日に澤村に謝罪し、澤村もこれを受け入れた[235]。
- 11日
  - 埼玉西武ライオンズは、アレクシス・キャンデラリオについてウェイバー公示の手続きを申請したことを発表[236]。しかし、獲得を希望した球団がなかったため、18日付で自由契約となった[237][238]。
- 12日
  - 東京ヤクルトスワローズの石川雅規が、セントラル・リーグでは1961年の金田正一以来56年ぶりとなるシーズン11連敗[239]。
- 14日
  - 東京ヤクルトスワローズは、ロス・オーレンドルフを自由契約にしたことを発表[240]。
  - 広島東洋カープと福岡ソフトバンクホークスが、1993年以来24年ぶりの両リーグ同時マジック1[241]。
- 15日
  - 阪神タイガースの安藤優也[242]と北海道日本ハムファイターズの飯山裕志[243]がそれぞれ今シーズン限りでの現役引退を発表。
- 16日
  - 埼玉西武ライオンズ対福岡ソフトバンクホークス22回戦（メットライフドーム）で、ソフトバンクが7-3で勝利、2年ぶり20度目となるパ・リーグ優勝を決める。2015年のソフトバンク（9月17日）よりも1日早い、パ・リーグ史上最速。[244]
  - 北海道日本ハムファイターズ対オリックス・バファローズ19回戦でオリックスが日本ハムに3-6で敗れたため[245]西武のクライマックスシリーズへの進出が決定した。
- 18日
  - 阪神タイガース対広島東洋カープ24回戦（甲子園）で、広島が3-2で勝利、2年連続8度目となるセ・リーグ優勝を決める。広島の連覇は37年ぶり[246][247]。
  - 阪神タイガースの狩野恵輔が今シーズン限りでの現役引退を発表[248]。
  - 横浜DeNAベイスターズは、嶺井博希が3号本塁打を打ち、球団通算7500号本塁打を達成[249]。
- 19日
  - 中日ドラゴンズは今シーズンのBクラスが確定、5年連続でクライマックスシリーズ進出が消滅[250]。
- 20日
  - 広島東洋カープの江草仁貴が球団に今シーズン限りでの現役引退を申し入れ、球団もこれを了承した[251]。
  - オリックス・バファローズは一軍監督の福良淳一に対して来季続投を要請し、福良はこれを受諾した[252]。
- 21日
  - 中日ドラゴンズは、森野将彦が今シーズン限りで現役を引退することを発表[253]。24日の対広島東洋カープ戦後に行われた記者会見で「納得できない打撃が2、3年続いたため辞めようと思った」と述べた[254]。
- 22日
  - 読売ジャイアンツの澤村拓一がハリ治療の施術ミスにより右肩痛を発症した問題に絡み、全日本鍼灸学会など関連9団体は球団に公開質問状を送付したことを発表。これに対し球団は「対応を検討中」とした[255]。→9月10日の出来事参照
  - 読売ジャイアンツが広島東洋カープに0-5で完封負けし、球団ワーストとなる月間6度目の零敗を喫したと同時に自力でのクライマックスシリーズ進出が消滅[256]。
- 23日
  - 東京ヤクルトスワローズが阪神タイガースに1-8で敗れ、2010年の横浜以来となる90敗に到達。チームとしては1970年以来47年ぶり[257]。
- 24日
  - 埼玉西武ライオンズ対オリックス・バファローズ25回戦でオリックスが西武に5-8で敗れたため、オリックスのクライマックスシリーズ進出が消滅[258]し、楽天のクライマックスシリーズへの進出が決定[259]。
  - 東北楽天ゴールデンイーグルスの則本昂大が、4年連続200奪三振を達成。史上9人目。野茂英雄以来24年ぶりで21世紀では初[260]。聖澤諒が通算1000試合出場、史上488人目[261]。
  - 千葉ロッテマリーンズの涌井秀章が通算1500奪三振を達成。史上52人目[262]。
  - 中日ドラゴンズは、一軍監督の森繁和の続投[263]及び岩瀬仁紀と荒木雅博の選手兼任コーチ就任を発表[264]。
- 26日
  - 読売ジャイアンツは、中井大介が5号本塁打を打ち、プロ野球史上初となる球団通算10000号本塁打を達成[265]。
  - 中日ドラゴンズは、ラウル・バルデスについて来季の契約を結ばないことを発表[266]。
  - オリックス・バファローズは、ブレント・モレルの今シーズン限りの退団を発表[267]。
  - 北海道日本ハムファイターズの宮西尚生が、パシフィック・リーグ初、プロ野球全体でも岩瀬仁紀に次いで史上2人目の10年連続50試合登板[268]。
  - 広島東洋カープがウエスタン・リーグで26年ぶり9度目の優勝を達成[269]。
- 27日
  - 読売ジャイアンツのケーシー・マギーが、2006年の福留孝介に並ぶセントラル・リーグタイ記録のシーズン47二塁打[270]。
- 28日
  - 読売ジャイアンツがイースタン・リーグで3年連続26度目の優勝を飾る[271]。
  - 横浜DeNAベイスターズ対阪神タイガース24回戦で阪神がDeNAを11-2で破りクライマックスシリーズ進出が決定[272]。
  - 埼玉西武ライオンズの浅村栄斗が通算1000本安打、史上290人目で平成生まれでは初[273][274]。
  - 東京ヤクルトスワローズが対広島東洋カープ25回戦で1-3で敗れ、球団ワーストタイ記録となるシーズン94敗目[275]。また試合前には一軍投手コーチの伊藤智仁が今季限りで退任する意向を表明[276]。
- 29日
  - 阪神タイガースは、二軍野手チーフ兼育成コーチの古屋英夫と二軍投手チーフコーチの久保康生の退団を発表[277]。
  - オリックス・バファローズのクリス・マレーロが千葉ロッテマリーンズ戦において本塁打を打ち、これが日本プロ野球通算10万号本塁打となった[278]。
  - 千葉ロッテマリーンズがオリックス・バファローズに敗れ、球団ワースト記録更新となるシーズン86敗目[279]。
  - 北海道日本ハムファイターズが、対東北楽天ゴールデンイーグルス戦で2014年7月15日の横浜DeNAベイスターズと並び日本タイ記録となる19残塁[280]。
- 30日
  - 読売ジャイアンツの畠世周が、阪神タイガースの上本博紀の頭部への死球で危険球退場。試合開始から4球での退場は過去最少[281]。
  - 東京ヤクルトスワローズのウラディミール・バレンティンが、対中日ドラゴンズ第24回戦の5回裏に三振となった際、判定を不服としてグラウンドの砂をホームベースにかけ、これが侮辱行為と判断されて今季三度目の退場処分[282]。コミッショナーの熊﨑勝彦は翌10月1日、バレンティンに対して二度目となる出場停止1試合と制裁金10万円の処分を科した[283]。→5月25日の出来事も参照
  - オリックス・バファローズの小林慶祐が、福岡ソフトバンクホークスの髙谷裕亮の打球を顔面に受け出血し、京セラドーム大阪のグラウンドに救急車が入るアクシデント。診察の結果右眼瞼（がんけん）部上の打撲による裂傷と診断された[284]。

### 10月
- 1日
  - 読売ジャイアンツの片岡治大が今季限りでの現役引退を表明[285]。
  - 読売ジャイアンツ対阪神タイガース25回戦で巨人が阪神に4-5で敗れ、横浜DeNAベイスターズ対広島東洋カープ25回戦でDeNAが広島に13-7で勝利したため、DeNAのクライマックスシリーズへの進出が決定[286]。巨人は2006年以来のBクラスが確定、クライマックスシリーズ初年の2007年から10年連続で進出していたが今シーズンで初めて途切れた[287]。
  - 中日ドラゴンズの浅尾拓也が通算200ホールド、史上3人目[288]。
  - 東京ヤクルトスワローズが中日ドラゴンズとの今季最終戦で4-6で敗れ、球団ワースト記録となるシーズン95敗目[289]。
  - 東北楽天ゴールデンイーグルスは、武藤好貴、大塚尚仁、さらに育成契約の片山博視、伊東亮大の以上4名に対して戦力外通告したことを発表[290]。
- 2日
  - 横浜DeNAベイスターズは、球団OBの川村丈夫、柳田殖生の2名と来季のコーチ契約締結と、二宮至二軍監督兼外野守備コーチ、高須洋介二軍チーフ打撃コーチ、浅野啓司二軍投手コーチ、山下和彦二軍バッテリーコーチの4名の今季での契約終了を発表[291]。
  - オリックス・バファローズは、髙木伴、八木亮祐、塚田貴之、育成契約の角屋龍太、赤松幸輔、中道勝士の以上6名に対しての戦力外通告と、星野伸之二軍投手コーチ、前田大輔二軍バッテリーコーチの2名の今季での契約終了を発表[292]。
  - 阪神タイガースは、高宮和也に対して戦力外通告したことを発表[293][294]。
- 3日
  - 千葉ロッテマリーンズは、古谷拓哉、金森敬之、黒沢翔太、信樂晃史、田中英祐、寺嶋寛大、猪本健太郎、柴田講平、脇本直人、育成契約の菅原祥太の以上10名に対して戦力外通告したことを発表[295]。
  - 福岡ソフトバンクホークスは、星野大地[296]、育成契約の東方伸友[297]、柿木映二[298]、坂田将人の以上4名に対して戦力外通告したことを発表[299]。
  - 東京ヤクルトスワローズは、竹下真吾、原泉、日隈ジュリアス、中島彰吾、土肥寛昌、徳山武陽、星野雄大、榎本葵、飯原誉士、今浪隆博、育成契約の新田玄気の以上11名に対して戦力外通告したことを発表[300]。土肥と今浪は引退を表明[301]。また、笘篠誠治外野守備走塁コーチと水谷新太郎チーフ兼内野守備走塁コーチの2名の今季での契約終了を発表[302]。
  - 中日ドラゴンズは、野村亮介、八木智哉、岩﨑達郎、武藤祐太、赤坂和幸、古本武尊の以上6名に対して戦力外通告したことを発表[303]。
  - 広島東洋カープは、梵英心が退団しそれに伴い自由契約選手にしたことを発表した[304]。
  - 読売ジャイアンツの相川亮二が今季限りでの現役引退を表明。また球団からコーチ就任を要請されたが固辞した[305]。
  - 横浜DeNAベイスターズの細川成也が史上61人目のプロ初打席本塁打。高卒1年目では史上6人目[306]。
  - 読売ジャイアンツのケーシー・マギーがセントラル・リーグ新記録のシーズン48二塁打[307]。
  - 北海道日本ハムファイターズは、一軍内野守備走塁兼作戦担当コーチの白井一幸が今季限りで退任することを発表[308]。
- 4日
  - 広島東洋カープは、今井啓介、小野淳平、多田大輔、育成契約の松浦耕大の以上4名に対して戦力外通告したことを発表[309]。今井は現役引退の意向[310]。
  - 読売ジャイアンツは、江柄子裕樹、乾真大、長谷川潤、鬼屋敷正人の以上4名に対して戦力外通告したことを発表[311]。鬼屋敷は現役引退を表明[312]。
  - 中日ドラゴンズは、いずれも二軍打撃コーチの加藤秀司と嶋村一輝について来季の契約を結ばないことを発表[313]。
  - 北海道日本ハムファイターズの大谷翔平が、対オリックス・バファローズ今季最終戦で「4番・投手」で先発出場。これは1951年の藤村富美男以来66年ぶり[314]。
  - 東北楽天ゴールデンイーグルスが、対千葉ロッテマリーンズ戦で延長12回の末1-1の引き分けに終わったことにより、試合のなかった埼玉西武ライオンズの2位、楽天の3位が確定。これによりパシフィック・リーグ全球団の順位が確定した[315]。
  - 横浜DeNAベイスターズの細川成也が史上初となる高卒デビュー戦2試合連続本塁打[316]。
- 5日
  - 東京ヤクルトスワローズは、新監督としてシニアディレクターを務める小川淳司が4年ぶりに復帰することを発表[317]。
  - 広島東洋カープは、一軍打撃コーチの石井琢朗と一軍外野守備走塁コーチの河田雄祐が今季限りで退任することを発表[318]。
  - 横浜DeNAベイスターズは、小林寛、林昌範、久保康友、小杉陽太、柿田裕太、山崎憲晴、下園辰哉の以上7名に対して戦力外通告すると同時に、高崎健太郎と大原慎司の現役引退を発表[319]。
  - 北海道日本ハムファイターズは、武田久が5日付けで退団したことを発表[320]。
  - 埼玉西武ライオンズの源田壮亮が史上4人目の新人フルイニング出場を達成。1961年の徳武定之以来56年ぶりで遊撃手としては初[321]。
- 6日
  - 読売ジャイアンツの松本哲也が今季限りでの現役引退を表明[322]。
  - 福岡ソフトバンクホークスは、二軍打撃コーチの藤井康雄と三軍監督の佐々木誠が退団すると発表[323]。
  - 埼玉西武ライオンズは、岩尾利弘、上本達之、大崎雄太朗、鬼崎裕司、木村昇吾、佐藤勇、渡辺直人の7名に対して戦力外通告したことを発表[324]。大崎は現役引退[325]。
  - 北海道日本ハムファイターズは、榎下陽大、瀬川隼郎、宇佐美塁大の3名に戦力外通告したことを発表[326]。宇佐美は現役引退の意向[327]。
  - 東京ヤクルトスワローズは、来季の一軍新コーチとしていずれも球団OBで野球評論家の宮本慎也、球団編成部の土橋勝征を招聘したことを発表。宮本はヘッドコーチ、土橋は内野守備走塁コーチに就任する[328]。
- 7日
  - 東北楽天ゴールデンイーグルスは、久保裕也と宮川将に対して戦力外通告したことを発表。ただし両者ともに育成選手として再契約する予定[329]。
  - 読売ジャイアンツは、藤村大介と北篤に対して戦力外通告したことを発表[330]。
  - 横浜DeNAベイスターズは、球団OBの大家友和とコーチ契約を結んだことを発表。二軍投手コーチに就任する予定[331]。
  - 北海道日本ハムファイターズは、二軍監督の田中幸雄と二軍バッテリーコーチの的場直樹が今季限りで退任することを発表。なお田中が体調不良のため、9日から開幕するフェニックス・リーグは一軍打撃コーチの金子誠が代理監督を務める[332]。
  - ファーム日本選手権で広島東洋カープが読売ジャイアンツを5-2で破り、初のファーム日本一[333]。
- 8日
  - 読売ジャイアンツは、一軍投手コーチの尾花高夫が編成本部アドバイザー、一軍バッテリーコーチの村田善則がスコアラーに配置換えすることを発表[334]。
  - 福岡ソフトバンクホークスが公式戦全日程を終了し、チーム守備率が1991年の西武ライオンズを1厘上回る9割3分3厘のプロ野球新記録。またチーム失策数も1991年の西武と同数の38とプロ野球最少タイとなった[335]。
  - 阪神タイガースは、二軍打撃兼野手総合コーチの今岡真訪が今季限りで退団することを発表[336]。
- 9日
  - オリックス・バファローズは、一軍打撃コーチの高橋光信及び一軍外野守備走塁コーチの中村一生と来季の契約を結ばないことを発表。中村は退団[337]。
  - 北海道日本ハムファイターズは、一軍投手コーチの黒木知宏の今季限りでの退団を発表[338]。
  - 東北楽天ゴールデンイーグルスの青山浩二が通算500試合登板、史上99人目[339][340]。
  - 第14回みやざきフェニックス・リーグ（宮崎県）開幕（10月30日まで）[341]。
- 10日
  - 読売ジャイアンツは来季の一軍コーチ陣を発表し、打撃総合コーチとして球団OBの吉村禎章が7年ぶりに現場復帰する他、ヘッドコーチの村田真一がバッテリーコーチを兼務。また二軍投手コーチの豊田清と二軍打撃コーチの小関竜也が一軍に昇格する一方で現一軍打撃コーチの江藤智はファームへ配置換えとなる[342]。
  - 阪神タイガースの鳥谷敬が通算1000四球、史上15人目[343]。
- 11日
  - 阪神タイガースの新井良太が今シーズン限りでの引退を発表[344]。
  - 横浜DeNAベイスターズから戦力外通告を受けていた下園辰哉と小杉陽太が現役引退を発表[345]。
  - 千葉ロッテマリーンズは、一軍投手コーチの落合英二、一軍バッテリーコーチの田口昌徳、一軍野手総合兼打撃コーチの山下徳人、一軍内野守備総合コーチの松山秀明、一軍外野守備総合コーチの清水雅治、一軍戦略コーチの石貫宏臣及び二軍内野守備総合コーチの佐藤兼伊知の以上7名に対して来季の契約を更新しないことを発表[346]。
  - 北海道日本ハムファイターズは、一軍監督の栗山英樹が来シーズンも指揮を執ると発表[347]。
- 12日
  - 千葉ロッテマリーンズは、来シーズンからの一軍新監督に井口資仁が就任することを発表。メジャーリーグ経験者で初の一軍監督となる[348]。
- 13日
  - 読売ジャイアンツは村田修一の自由契約を発表[349]。
  - 日本野球機構は2017年のスピードアップ賞を発表し、投手・打者部門はセントラル・リーグはラウル・バルデスと京田陽太の中日ドラゴンズ勢、またパシフィック・リーグは牧田和久と源田壮亮の埼玉西武ライオンズ勢を選出。またチーム部門は読売ジャイアンツと西武が表彰されることになった[350]。
- 14日
  - セ・パクライマックスシリーズのファーストステージが開幕[143]。
  - 読売ジャイアンツから戦力外通告を受けていた藤村大介が現役引退を表明[351]。
  - 中日ドラゴンズは、二軍投手コーチの高山郁夫が今季限りで退団することを発表[352]。
- 16日
  - 中日ドラゴンズは、2016年に現役を引退し今季は球団の編成担当を務めていた岩田慎司が二軍投手コーチに就任することを発表[353]。
  - クライマックス・パのファーストステージは、レギュラーシーズン3位の東北楽天ゴールデンイーグルスが同2位の埼玉西武ライオンズを5-2で破り、ファイナルステージ進出決定[354]。
- 17日
  - クライマックス・セのファーストステージは、レギュラーシーズン3位の横浜DeNAベイスターズが同2位の阪神タイガースを6-1で破り、ファイナルステージ進出決定。両リーグとも3位チームのファイナルステージ進出は4年ぶり4度目[355]。
  - 埼玉西武ライオンズから戦力外通告を受けていた岩尾利弘が任意引退選手として公示[356]。
- 18日
  - 東北楽天ゴールデンイーグルスの茂木栄五郎が、クライマックスシリーズ史上初となるファーストステージとファイナルステージで先頭打者本塁打[357]。
  - クライマックスシリーズ・セ ファイナルステージ、広島東洋カープ対横浜DeNAベイスターズ第1戦はクライマックスシリーズ初となる5回降雨コールドゲームで広島が3-0で勝利した[358]。
- 19日
  - 千葉ロッテマリーンズは、来季の一軍打撃コーチとして金森栄治が6年ぶりにチームに復帰。また一軍戦略兼バッテリーコーチに今季日本ハム二軍バッテリーコーチを務めた的場直樹、内野手の福浦和也が選手兼任打撃コーチ補佐に就任することを発表。今季一軍打撃コーチを務めた堀幸一は二軍に回る[359]。
- 20日
  - 埼玉西武ライオンズから戦力外通告を受けていた上本達之と鬼崎裕司が任意引退選手として公示[356]。
  - 埼玉西武ライオンズの公式ホームページに本拠地のメットライフドームの爆破と所属選手の殺害を予告する書き込みをし、球場の点検をさせるなど球団の業務を妨害したとして、埼玉県警所沢署は東京都小平市に住む29歳の男を威力業務妨害の疑いでさいたま地検に書類送検した[360]。
  - クライマックスシリーズ・パ ファイナルステージ、福岡ソフトバンクホークス対東北楽天ゴールデンイーグルス第3戦の8回裏にソフトバンクの中村晃が放った本塁打がライトスタンド最前列で観戦していた女性の頭部に当たるアクシデント。女性は応急処置を受けた後に病院へ搬送された[361]。
- 21日
  - 埼玉西武ライオンズは、いずれも任意引退となった鬼崎裕司が二軍育成コーチ、岩尾利弘が打撃投手、上本達之がブルペン捕手に就任すると同時に、二軍投手コーチだった清川栄治が育成担当コーチに配置換えする人事を発表[362]。
- 22日
  - クライマックスシリーズ・パ ファイナルステージ、福岡ソフトバンクホークス対東北楽天ゴールデンイーグルス第5戦は、ソフトバンクが7-0で楽天を破りアドバンテージ1勝を含む対戦成績を4勝2敗として2年ぶり17度目の日本選手権シリーズ進出を決定[363]。MVPは内川聖一[364]。
  - 東北楽天ゴールデンイーグルスは、一軍監督である梨田昌孝の来シーズンの続投と、一・二軍巡回外野守備走塁コーチの米村理の退団を発表[365][366]。
- 23日
  - 阪神タイガースは、来期コーチ人事を発表。矢野燿大一軍作戦兼バッテリーコーチが二軍監督、高代延博ヘッドコーチが作戦兼総合コーチ、片岡篤史打撃コーチがヘッドコーチ兼任、山田勝彦二軍バッテリーコーチが一軍バッテリーコーチ、福原忍二軍育成コーチが二軍投手コーチ、藤井彰人二軍育成コーチが二軍バッテリーコーチに配置転換。今季現役引退した新井良太と安藤優也の2名が二軍育成コーチに就任[367][368][369]。
  - 東北楽天ゴールデンイーグルスは、一軍打撃コーチの礒部公一の退団を発表[370]。
- 24日
  - 北海道日本ハムファイターズは、荒木大輔の二軍監督就任を発表[371]。
  - 東京ヤクルトスワローズは、来季コーチ人事を一部発表。宮本慎也がヘッドコーチ、田畑一也が一軍投手コーチに就任。三木肇ヘッドコーチが二軍チーフコーチ、野村克則一軍バッテリーコーチが二軍バッテリーコーチ、森岡良介一軍野手コーチ補佐が二軍内野守備走塁コーチ、福地寿樹一軍外野守備走塁コーチが二軍外野守備走塁コーチ、杉村繁一軍チーフ打撃コーチが巡回コーチ、野口寿浩二軍バッテリーコーチが一軍バッテリーコーチに配置転換[372]。
  - クライマックスシリーズ・セ ファイナルステージ、広島東洋カープ対横浜DeNAベイスターズ第5戦は、DeNAが9-3で広島を破り広島のアドバンテージ1勝を含む対戦成績を4勝2敗として19年ぶり3度目の日本選手権シリーズ進出を決定。3位チームの日本シリーズ進出は2010年の千葉ロッテマリーンズ以来7年ぶりでセントラル・リーグでは初[373]。MVPはホセ・ロペス[374]。
- 25日
  - 埼玉西武ライオンズは、杉山賢人との二軍投手コーチ契約合意を発表[375]。また、10月18日付でウェイバー公示申請していたフランク・ガルセスとスティーブン・ファイフの2名を自由契約選手として公示[238]。
  - 東北楽天ゴールデンイーグルスは、一軍監督である梨田昌孝に来シーズンの続投を正式に要請。梨田もこれを受諾[376]。
- 26日
  - プロ野球ドラフト会議 supported by リポビタンDが、グランドプリンスホテル新高輪・国際館パミールで行われる。
    - 早稲田実業の清宮幸太郎は、千葉ロッテマリーンズ、東京ヤクルトスワローズ、北海道日本ハムファイターズ、読売ジャイアンツ、東北楽天ゴールデンイーグルス、阪神タイガース、福岡ソフトバンクホークスの7球団が1位指名し、日本ハムが交渉権獲得。高卒選手の7球団競合は1995年の福留孝介以来22年ぶり2人目[377]。
    - 広陵高校の中村奨成は、中日ドラゴンズ、広島東洋カープの2球団が1位指名し、広島が交渉権獲得[378]。
    - JR東日本の田嶋大樹は、オリックス・バファローズと埼玉西武ライオンズの2球団が1位指名し、オリックスが交渉権獲得[379]。
- 27日
  - 阪神タイガースは、元二軍監督の掛布雅之がオーナー付シニアエグセクティブアドバイザーに就任することを発表[380]。
  - 読売ジャイアンツは、三軍バッテリーコーチの秦真司と三軍外野守備打撃コーチの後藤孝志の今季限りでの退団を発表[381]。
  - 東北楽天ゴールデンイーグルスは、松井稼頭央に対し来シーズンの契約を結ばないことを発表[382]。
  - 千葉ロッテマリーンズは、清水直行の一軍投手コーチ就任を発表[383]。
  - 埼玉西武ライオンズは、田代将太郎に戦力外通告したことを発表[384]。
- 28日
  - オリックス・バファローズは、川端崇義、岩﨑恭平、佐野皓大の以上3名に対して戦力外通告したことを発表[385]。
  - 福岡ソフトバンクホークスは、育成契約の吉本祥二、伊藤大智郎の以上2名に対して戦力外通告したことを発表[386][387]。
  - 読売ジャイアンツは、堂上剛裕と育成契約の土田瑞起、大竹秀義、矢島陽平、川相拓也、坂口真規、高橋洸の以上7名について来季の契約を結ばないことを発表すると同時に[388]、巽大介、松崎啄也、育成契約の成瀬功亮、田中大輝、高木京介の5名を自由契約にしたことを発表[389]。
  - 東北楽天ゴールデンイーグルスは、金刃憲人、石橋良太、入野貴大、小関翔太、阿部俊人、中川大志、福田将儀の以上7名に対して戦力外通告したことを発表。入野と石橋は育成選手として再契約の方針[390]。
- 29日
  - オリックス・バファローズは、来期コーチ人事を発表。佐竹学二軍ヘッドコーチが一軍外野守備走塁コーチに、田口壮二軍監督兼打撃コーチが二軍監督専任、弓岡敬二郎育成統括コーチが二軍ヘッドコーチ兼任、小林宏一軍投手コーチが二軍投手コーチに、三輪隆育成コーチが二軍バッテリーコーチに配置転換。高山郁夫が一軍投手コーチ、藤井康雄が一軍打撃コーチ、米村理が二軍チーフ兼打撃コーチ、スコアラーの齋藤俊雄と先日戦力外となった川端崇義の2名が育成コーチに就任[391]。
  - 読売ジャイアンツから戦力外通告を受けた堂上剛裕が、現役引退を表明[392]。
  - 福岡ソフトバンクホークスは、大隣憲司、山田大樹、島袋洋奨の以上3名に戦力外通告したことを発表。リハビリ中の島袋は育成選手での再契約を検討[393]。
- 30日
  - 広島東洋カープは、中村亘佑に戦力外通告したことを発表[394]。
  - 中日ドラゴンズは、金子丈、岸本淳希、赤田龍一郎の以上3名に戦力外通告したことを発表[395]。
  - 北海道日本ハムファイターズは、今季引退した飯山裕志の二軍内野守備コーチ就任と、林孝哉二軍打撃コーチ、岩井隆之二軍内野守備コーチの退任を発表[396]。
  - 読売ジャイアンツは、實松一成に戦力外通告したことを発表[397]。
  - 沢村賞選考委員会は、今季の受賞者に読売ジャイアンツの菅野智之を選出したことを発表。巨人の受賞者は上原浩治以来15年ぶり。また、選考基準のうち完投数を満たした投手が2013年の金子千尋以降出ていないことから、参考基準に「7回以上投げて自責点3失点以内」の達成率を加えることが決定[398]。
  - 読売ジャイアンツは、二軍・三軍のコーチングスタッフを発表。川相昌弘三軍監督が二軍監督、小谷正勝巡回投手コーチが二軍投手コーチ、内田順三二軍監督が二軍打撃コーチ、穴吹育大三軍トレーニングコーチが二軍トレーニングコーチ、江藤智一軍打撃コーチが三軍監督、会田有志二軍トレーニングコーチが三軍投手兼トレーニングコーチ、円谷英俊三軍内野守備走塁コーチが三軍内野総合コーチに配置転換。今季で引退した片岡治大が二軍内野守備走塁コーチ、同じく松本哲也が三軍外野総合コーチに就任。戦略室スコアラーの吉原孝介が三軍バッテリーコーチとして現場復帰[399]。
- 31日
  - 東北楽天ゴールデンイーグルスは、育成契約の北川倫太郎に戦力外通告したことを発表[400]。
  - 北海道日本ハムファイターズは、中嶋聡の一軍バッテリー兼作戦コーチおよび緒方耕一の一軍野手総合コーチ就任[401]と、高橋憲幸二軍投手コーチを一軍投手コーチ、金子誠一軍打撃コーチを一軍内野守備コーチ、髙橋信二捕手コーチ兼打撃コーチ補佐を二軍バッテリーコーチ兼打撃コーチ補佐とする配置転換を発表[402]。
  - 千葉ロッテマリーンズは、今岡真訪の二軍監督就任[403]と、堀幸一一軍打撃コーチを二軍打撃コーチ兼育成担当、楠貴彦一軍トレーニングコーチをコンディショニングディレクター、福澤洋一二軍監督を二軍総合コーチ、大塚明二軍外野守備走塁コーチを一軍外野守備走塁コーチ、根本淳平二軍トレーニングコーチを一軍ストレングスコーチとする配置転換を発表[404]。
  - 広島東洋カープは、廣瀬純の外野守備走塁コーチ就任を発表[405]。
  - 阪神タイガースは、柳瀬明宏、田面巧二郎の以上2名に戦力外通告したことを発表[406]。
  - 中日ドラゴンズは来期コーチングスタッフを発表。今季引退した森野将彦とチーフスカウトの石井昭男が打撃コーチ、チーム付スコアラーの都裕次郎が投手コーチに就任[407]。
  - 日本野球機構は、育成契約選手の2018年度保留者名簿[408]及び自由契約選手[409]の名簿を公示。

### 11月
- 1日
  - 中日ドラゴンズから戦力外通告を受けていた赤田龍一郎が現役を引退し、スタッフとして球団に残ることを表明[410]。
  - 埼玉西武ライオンズは、ブライアン・ウルフとの来季契約の合意と、ブライアン・シュリッターとは来季の契約を行わないことを発表[411]。
  - 東京ヤクルトスワローズから戦力外通告を受けていた徳山武陽が現役引退、広報として球団に残ることを表明[412]。
- 2日
  - 北海道日本ハムファイターズは、吉岡雄二の二軍打撃コーチ就任を発表[413]。
- 4日
  - SMBC日本シリーズ2017第6戦で、福岡ソフトバンクホークスが横浜DeNAベイスターズを4-3で破り、対戦成績を4勝2敗として2年ぶり8回目の日本一を達成[414]。サヨナラ勝ちでの日本一達成は史上4度目[415]。MVPはデニス・サファテ[416]。
- 5日
  - 福岡ソフトバンクホークスは、投手の松坂大輔[417]及び一軍投手コーチの佐藤義則、一軍内野守備走塁コーチの鳥越裕介、一軍バッテリーコーチの清水将海の退団を発表[418]。また大隣憲司、島袋洋奨の2名に戦力外通告したことを発表。島袋は育成契約する見込み[419]。
  - 横浜DeNAベイスターズは、松本啓二朗と水野滉也の2名に対し戦力外通告したことを発表。水野は育成選手として再契約の予定[420]。
- 6日
  - 広島東洋カープは、来季コーチングスタッフを発表。廣瀬純が一軍外野守備走塁コーチ就任、配置転換はなし[421]。
  - 横浜DeNAベイスターズは来季コーチングスタッフを発表。青山道雄一軍総合コーチが一軍ヘッドコーチ、万永貴司一軍内野守備走塁コーチが二軍監督、永池恭男二軍内野守備走塁コーチが一軍内野守備走塁コーチ、藤田和男二軍バッテリーコーチ兼育成担当が一軍ブルペン担当バッテリーコーチ、福原峰夫二軍野手総合コーチが二軍内野守備走塁コーチ兼任、小池正晃が二軍打撃コーチから二軍外野守備走塁コーチに配置転換。嶋村一輝と柳田殖生が二軍打撃コーチ、川村丈夫と大家友和が二軍投手コーチ、新沼慎二が二軍バッテリーコーチ、靍岡賢二郎が二軍バッテリーコーチ補佐兼育成担当に就任[422]。
  - 阪神タイガースは、12月1日付で球団社長が四藤慶一郎から元阪神甲子園球場長の揚塩健治に交代する人事を発表[423]。
  - 北海道日本ハムファイターズの矢野謙次が海外FAを行使せず球団に残留することを表明[424]。
  - 東北楽天ゴールデンイーグルスは、来期コーチングスタッフを発表。平石洋介二軍監督が一軍ヘッド兼打撃コーチ、立石充男巡回内野守備走塁コーチが1軍内野守備走塁コーチ、池山隆寛一軍チーフコーチが二軍監督、与田剛一軍投手コーチが二軍投手コーチ、森山周一軍外野守備走塁コーチが二軍外野守備走塁コーチ、真喜志康永一軍外野守備走塁コーチが育成コーチに配置転換。高須洋介が1軍打撃コーチ、佐藤義則が一軍投手コーチ、清水雅治が一軍外野守備走塁コーチ、塩川達也が一軍戦略・内野コーチに就任[425]。
- 7日
  - オリックス・バファローズの平野佳寿が海外FAを[426]、福岡ソフトバンクホークスの鶴岡慎也が国内FAをそれぞれ行使することを表明[427]。
  - 阪神タイガースの俊介が国内FAを行使せず球団に残留することを表明[428]。
  - 阪神タイガースは2017年アジア野球選手権台湾代表の呂彦青（ル・イェンチン）の入団を発表。複数年契約で背番号は未定[429][430]。
  - 北海道日本ハムファイターズは来季の一軍コーチングスタッフを発表し、新設の野手総合コーチに緒方耕一が、バッテリー兼作戦コーチにGM特別補佐を務めていた中嶋聡がそれぞれ就任[431]。
- 8日
  - 中日ドラゴンズの谷元圭介が国内FAを行使せず残留することを表明[432]。
  - 千葉ロッテマリーンズの涌井秀章が海外FAの行使を表明[433]。
  - 横浜DeNAベイスターズは、スペンサー・パットンとジョー・ウィーランドの2名との来季契約と[434]、フィル・クラインとエリアン・エレラの2名との今季限りでの契約終了[435]を発表。
  - 阪神タイガースの大和が国内FAの行使を表明[436]。
  - 北海道日本ハムファイターズの宮西尚生が海外FAを行使せず残留することを表明[437]。
- 9日
  - 日本野球機構は、2017年度三井ゴールデン・グラブ賞の受賞選手を発表[438]。
  - 東京ヤクルトスワローズは来季コーチングスタッフを発表。石井琢朗が一軍打撃コーチ、河田雄祐が一軍外野守備走塁コーチに就任[439]。
  - 北海道日本ハムファイターズの大野奨太が、海外FAの行使を表明[440]。
  - 福岡ソフトバンクホークスのデニス・サファテが、正力松太郎賞を受賞。外国人選手としては初[441]。
  - 読売ジャイアンツの澤村拓一がハリ治療のミスで右肩痛を発症したとされる問題で、全日本鍼灸学会など関連9団体は球団に送付した公開質問状に対する回答書の中身を公表。それによると右肩痛の直接の原因はハリ治療ミスであるが、他の外的要因で発症した可能性も否めないこと、また澤村の右肩痛は既に回復していること、さらに施術したトレーナーは現在でも球団に在籍しておりハリ治療を引き続き行っているとした[442]。→9月10日及び9月22日の出来事参照
  - 埼玉西武ライオンズから戦力外通告を受けていた佐藤勇が現役引退を表明[443]。
  - 福岡ソフトバンクホークスが来期コーチングスタッフを発表。若田部健一二軍投手コーチが一軍投手コーチ、水上善雄二軍監督が一軍内野守備走塁コーチ、吉鶴憲治三軍バッテリーコーチが一軍バッテリーコーチ、大道典良三軍打撃コーチが二軍打撃コーチに配置転換。小川一夫が二軍監督、久保康生が二軍投手コーチ、松山秀明が二軍内野守備走塁コーチ、関川浩一が三軍監督、吉本亮が三軍打撃コーチ、加藤領健が三軍打撃コーチに就任[444]。
  - 福岡ソフトバンクホークスは、アルフレド・デスパイネ、リック・バンデンハーク、リバン・モイネロ、デニス・サファテ、ロベルト・スアレス、育成契約のオスカー・コラスの以上6名との来季契約の合意[445]と、カイル・ジェンセンとの今季での契約終了を発表[446]。
- 10日
  - 福岡ソフトバンクホークスの川島慶三が、国内FAの行使をせず残留することを表明[447]。
  - 横浜DeNAベイスターズは、BCリーグ・富山GRNサンダーバーズ所属のエディソン・バリオス[448]と、ワシントン・ナショナルズ傘下シラキュース・チーフス所属のネフタリ・ソト[449]の以上2名との来季契約合意と、アウディ・シリアコとの今季での契約終了[450]を発表。
  - 北海道日本ハムファイターズは、クリス・マーティンとヤディル・ドレイクの退団を発表[451]。
  - 東京ヤクルトスワローズは、風張蓮（32→64）、山川晃司（55→69）の2選手の背番号変更を発表[452]。
- 11日
  - 北海道日本ハムファイターズの大谷翔平が日本記者クラブで記者会見を開いて「来年（2018年）以降アメリカ合衆国で頑張りたい」と語り、ポスティングシステムを利用してアメリカ大リーグへの移籍を希望していることを正式に表明した[453]。
  - 東京ヤクルトスワローズは、福岡ソフトバンクホークスの山田大樹を無償トレードで獲得。背番号は34[454]。
  - 福岡ソフトバンクホークスの斐紹と東北楽天ゴールデンイーグルスの西田哲朗のトレードが成立したことを両球団が発表[455]。
- 12日
  - 埼玉西武ライオンズの炭谷銀仁朗が、海外FAを行使せず残留することを表明[456]。
- 13日
  - 北海道日本ハムファイターズは、元ミネソタ・ツインズ所属のマイケル・トンキンとの契約合意を発表[457]。
  - 福岡ソフトバンクホークスの明石健志が、国内FAを行使せず残留することを表明[458]。
- 14日
  - 北海道日本ハムファイターズの中田翔が国内FAを行使せず残留することを[459]、増井浩俊が国内FAを行使することを[460]それぞれ表明。
  - 埼玉西武ライオンズの野上亮磨が国内FAを行使することを表明[461]。
- 15日
  - 日本プロ野球12球団合同トライアウトが、MAZDA Zoom-Zoomスタジアム広島で開催。投手26名、野手25名が参加[462]。
  - 日本野球機構が、FA宣言選手を公示。国内・海外合わせて7名[463]。
- 16日
  - 東北楽天ゴールデンイーグルスは、福岡ソフトバンクホークスからトレードで獲得した斐紹の登録名を本名の「山下斐紹」にすると同時に背番号を29にすることを発表[464]。
  - 阪神タイガースは、横田慎太郎、歳内宏明の2選手と、リハビリ専念のため育成選手として契約することを発表[465]。
- 17日
  - 埼玉西武ライオンズは来季コーチングスタッフを発表。橋上秀樹野手総合コーチが作戦コーチ、西口文也二軍投手コーチが一軍投手コーチに配置転換。杉山賢人と許銘傑が二軍投手コーチに就任[466][467]。また、楽天ゴールデンイーグルスを退団した松井稼頭央の入団及び選手兼任テクニカルコーチ就任を発表。背番号は7[468]。
  - 東京ヤクルトスワローズは、埼玉西武ライオンズを戦力外となった田代将太郎の獲得を発表[469]。
  - 横浜DeNAベイスターズは、エドウィン・エスコバーとの来季契約締結[470]と、桑原将志（37→1）、熊原健人（1→22）、野川拓斗（58→97）、育成契約となった水野滉也（13→106）の4選手の背番号変更を発表[471]。
  - 日本野球機構は、2017年度ベストナイン投票結果を発表[472]。
- 18日
  - 読売ジャイアンツの岡本和真が、契約公開終了後に来季から背番号を38から25に変更することを発表[473]。
- 19日
  - 東京ドームで行われたENEOS アジア プロ野球チャンピオンシップ2017決勝で、日本代表が韓国代表を7-0で破り優勝[474]。
- 20日
  - 横浜DeNAベイスターズは、東北楽天ゴールデンイーグルスを戦力外になった中川大志と、中日ドラゴンズを戦力外になった武藤祐太の獲得を発表[475]。
  - 読売ジャイアンツは、一旦自由契約とした高木京介[476]及び田中大輝[477]の2名と育成契約で再契約したことを発表。
  - 福岡ソフトバンクホークスは、一旦戦力外とした島袋洋奨と、育成で契約したことを発表[478]。
  - オリックス・バファローズは、一旦戦力外とした佐野皓大の内野手への転向と育成での再契約を発表[479]。
  - プロ野球年間表彰式「NPB AWARDS 2017 supported by リポビタンD」開催[480]。
- 21日
  - 東北楽天ゴールデンイーグルスは、埼玉西武ライオンズを自由契約となった渡辺直人との契約合意を発表。背番号は26[481]。
  - 千葉ロッテマリーンズは、鳥越裕介が一軍ヘッドコーチ兼内野守備走塁コーチ、清水将海が一軍バッテリーコーチにそれぞれ就任するコーチ人事を発表[482][483]。
- 22日
  - 楽天ゴールデンイーグルスは、一旦自由契約となった育成契約選手の島井寛仁と支配下登録選手として再契約することを発表。背番号は0[484]。
  - 広島東洋カープは、安部友裕（60→6）と中村恭平（22→64）の2名の背番号変更と、新入団選手の背番号決定を発表[485]。
  - 千葉ロッテマリーンズから戦力外通告を受けていた田中英祐が現役引退を発表[486]。
- 23日
  - 東京ヤクルトスワローズは、2018年のチームスローガンを『SWALLOWS RISING 再起』とすることを発表[487]。
  - 広島東洋カープは、2018年のチームのキャッチフレーズを『℃℃℃（ドドドォー！！！）』とすることを発表[488]。
  - 北海道日本ハムファイターズは、上沢直之の背番号を63から15に変更することを発表[489]。
  - 埼玉西武ライオンズは、郭俊麟（12→69）、豊田拓矢（19→49）、南川忠亮（36→59）、水口大地（00→0）、外崎修汰（44→5）、金子侑司（2→8）、木村文紀（51→9）の7選手の背番号変更を発表[490]。
- 24日
  - 読売ジャイアンツを戦力外通告を受けていた北篤が現役引退を表明[491]。
  - 千葉ロッテマリーンズは、球団スカウトの諸積兼司の二軍外野守備走塁コーチ就任[492]、及び戦力外通告した古谷拓哉、黒沢翔太を球団職員として採用したことを発表[493]。
  - オリックス・バファローズは、青山大紀の背番号を27から65に変更することを発表[494]。
  - 東京ヤクルトスワローズは、戦力外とした日隈ジュリアスと育成選手として再契約したことを発表[495]。
- 25日
  - 阪神タイガースは、2018年のチームスローガンを『執念』とすることを発表[496]。
- 26日
  - 北海道日本ハムファイターズを退団した武田久が、社会人野球の日本通運硬式野球部に選手兼コーチとして入団することを発表[497]。また、戦力外となった榎下陽大が現役引退、球団職員となることを発表[498]。
- 27日
  - 日本プロ野球12球団オーナーによるオーナー会議が開催され、熊﨑勝彦の後任となる第14代コミッショナーとして斉藤惇コミッショナー顧問（元日本取引所グループ社長）を選出、斉藤は即日コミッショナーに就任した[499]。
  - 中日ドラゴンズは、佐藤優（14→25）、谷元圭介（60→14）、加藤匠馬（39→52）、桂依央利（40→68）、武山真吾（52→39）、谷哲也（70→58）の6選手の背番号変更を発表[500]。
  - 東北楽天ゴールデンイーグルスは、ゼラス・ウィーラー、フランク・ハーマン、ジャフェット・アマダー、カルロス・ペゲーロ、ジョシュ・コラレス、宋家豪の6選手との来季契約合意と、ルイス・クルーズの今季限りでの退団を発表[501]。
  - 阪神タイガースは、横浜DeNAベイスターズを戦力外となり、12球団合同トライアウトを受験していた山崎憲晴の入団を発表[502]。
- 28日
  - 読売ジャイアンツはスコット・マシソン、アルキメデス・カミネーロ、ケーシー・マギーの3名の残留を発表。マシソンは複数年契約、カミネーロとマギーは単年契約となる[503]。
  - 福岡ソフトバンクホークスは、戦力外通告した島袋洋奨と育成契約を結んだことを発表。背番号は143[504]。
  - 千葉ロッテマリーンズは、マット・ダフィー、ジミー・パラデス、ロエル・サントスの3選手と来季の契約を結ばないことを発表[505]。
  - 中日ドラゴンズは、来期のチームスローガンを『原点回帰 Dragons愛！』とすることを発表[506]。
- 29日
  - 東京ヤクルトスワローズは、ウラディミール・バレンティンとデービッド・ブキャナンの両名について来季の契約で合意したことを発表[507]。バレンティンは単年契約、ブキャナンは2年契約[508]。
  - 中日ドラゴンズは、戦力外通告した5名をスタッフとして契約したことを発表。野村亮介が打撃投手、八木智哉が編成部スカウト、赤坂和幸が広報部、金子丈がスコアラー、赤田龍一郎がブルペン捕手兼打撃投手にそれぞれ就任。また二軍打撃コーチの高柳秀樹と二軍育成コーチの小山良男が編成部へ配置換えすることも発表された[509]。→11月1日の出来事参照
  - TBSラジオがこの日の社長定例会見で、プロ野球中継放送からの完全撤退を発表。同局におけるプロ野球中継は59年の歴史に幕。→2017年のラジオ (日本)#11月およびTBSラジオ エキサイトベースボール#プロ野球中継放送からの撤退（2017年）を参照
- 30日
  - オリックス・バファローズは、シーズン終了後に国内FA権を行使した、北海道日本ハムファイターズの増井浩俊との移籍交渉が成立し、入団が決定したことを発表。背番号は17[510]。それに伴い、山﨑福也の背番号が17から0に変更されることも発表[511]。同日日本野球機構より増井の『フリーエージェント宣言選手契約締結合意』も公示された[512]。
  - 横浜DeNAベイスターズは、国内FA権を行使していた阪神タイガースの大和の獲得を発表。背番号は9[513]。翌日日本野球機構より大和の『フリーエージェント宣言選手契約締結合意』も公示された[512]。

### 12月
- 1日
  - 読売ジャイアンツは、国内FA権を行使していた埼玉西武ライオンズの野上亮磨との契約合意を発表[514]。背番号は23[515]。4日、日本野球機構より野上の『フリーエージェント宣言選手契約締結合意』も公示された[512]。
- 2日
  - 中日ドラゴンズは、アレックス・ゲレーロの退団を発表[516]。
- 4日
  - 北海道日本ハムファイターズは、読売ジャイアンツを退団した實松一成の選手兼育成コーチでの入団を発表。背番号は90。併せて、加藤武治の二軍投手コーチ就任を発表[517]。
  - 埼玉西武ライオンズの誠が、契約更改後の会見で登録名を本名の相内誠に戻すことを発表[518]。
- 5日
  - 東京ヤクルトスワローズは、元コロラド・ロッキーズ所属の投手マット・カラシティーとの来季契約締結を発表。背番号は37[519]。
  - 東北楽天ゴールデンイーグルスの美馬学が、契約更改終了後に来季から背番号を31から15に変更することを発表[520]。また、小野郁（15→28）、八百板卓丸（95→57）、三好匠（57→24）の3名の背番号変更も球団から発表[521]。
  - 中日ドラゴンズを戦力外となった岸本淳希が、社会人野球の日立製作所硬式野球部への入団が決定[522]。
  - 中日ドラゴンズは、ジョーダン・ノルベルトと来季の契約を結ばないことを発表[523]。
- 6日
  - 東北楽天ゴールデンイーグルスを戦力外となった金刃憲人が現役を引退、チームスタッフとなることを発表[524]。
- 7日
  - 読売ジャイアンツは、中川皓太（91→41）、篠原慎平（92→62）、與那原大剛（46→91）、宇佐見真吾（52→27）、田中貴也（63→69）、岡本和真（38→25）、育成再契約の巽大介（93→015）の7選手の背番号変更を発表[525]。
  - 労働組合日本プロ野球選手会は、9代目会長として埼玉西武ライオンズの炭谷銀仁朗が選出されたことを発表。高卒選手の会長就任は初[526]。
  - 千葉ロッテマリーンズは来季コーチ人事を発表、小坂誠が二軍内野守備走塁コーチ就任。背番号は74[527][528]。
- 8日
  - 北海道日本ハムファイターズは、元サンディエゴ・パドレスのブライアン・ロドリゲスとの来季契約合意を発表[529]。
  - 埼玉西武ライオンズは、既婚者の選手が未婚の一般女性と不適切行為を行い、厳重注意及び再教育を徹底したことを公表。なお選手名については「犯罪性がない」として公表していない[530]。
  - 中日ドラゴンズは、育成契約の捕手藤吉優の自主退団を発表[531]。
  - （現地時間）北海道日本ハムファイターズからポスティングシステムでMLB移籍を目指していた大谷翔平がこの日、ロサンゼルス・エンゼルスと契約[532]。
- 9日
  - 中日ドラゴンズは、国内FA権を行使していた北海道日本ハムファイターズの大野奨太の獲得を発表[533]。13日に入団会見を行い、背番号は27に決定[534]。同日、日本野球機構より大野の『フリーエージェント宣言選手契約締結合意』も公示された[512]。
- 10日
  - 阪神タイガースは、横浜DeNAベイスターズにFA移籍した大和の人的補償として尾仲祐哉の獲得を発表[535]。18日に入団会見を行い、背番号は27に決定[536]。
- 11日
  - 阪神タイガースは、マルコス・マテオ、ラファエル・ドリス、元クリーブランド・インディアンスのディエゴ・モレノとの来季契約締結を発表[537]。
  - 埼玉西武ライオンズは、日本野球機構に牧田和久のポスティング申請を行ったことを発表[538]。
- 12日
  - 埼玉西武ライオンズは、元トロント・ブルージェイズのニール・ワグナー、および元ロサンゼルス・ドジャースのファビオ・カスティーヨの2名との来季契約締結を発表[539]。
- 13日
  - 阪神タイガースは、前ハンファ・イーグルスのウィリン・ロサリオとの来季契約締結を発表。背番号は20[540]。
  - オリックス・バファローズを戦力外となった岩﨑恭平が、社会人野球の日立製作所硬式野球部への入団を発表[541]。
  - 千葉ロッテマリーンズは、元トロント・ブルージェイズのマイク・ボルシンガーと、元シアトル・マリナーズのエドガー・オルモスの2名との来季契約締結を発表[542]。
- 15日
  - 読売ジャイアンツは、中日ドラゴンズを退団したアレックス・ゲレーロの獲得を発表。背番号は5[543]。
  - 北海道日本ハムファイターズは、元アリゾナ・ダイヤモンドバックスのオズワルド・アルシアとの来季契約合意を発表[544]。
  - 東京ヤクルトスワローズは、中日ドラゴンズを退団したジョーダン・ノルベルトの獲得を発表。登録名はアルメンゴで、背番号は40[545]。
  - 横浜DeNAベイスターズを戦力外となった松本啓二朗が、社会人野球の新日鐵住金かずさマジックに入団[546]。
- 18日
  - 埼玉西武ライオンズは、読売ジャイアンツにFA移籍した野上亮磨の人的補償として、高木勇人の獲得を発表[547]。20日に入団会見を行い、背番号は20に決定[548]。
  - 北海道日本ハムファイターズは、国内FA権を行使していた福岡ソフトバンクホークスの鶴岡慎也の獲得を発表。背番号は22[549]。20日、日本野球機構より鶴岡の『フリーエージェント宣言選手契約締結合意』も公示された[512]。
  - 千葉ロッテマリーンズを戦力外となった金森敬之が、社会人野球のパナソニック野球部に入団[550]。
- 19日
  - オリックス・バファローズは、元シアトル・マリナーズのアンドリュー・アルバースとの契約合意を発表[551]。また来季から駿太の登録名を本名の「後藤駿太」にすることも発表された[552]。
- 20日
  - 広島東洋カープは、元トロント・ブルージェイズのレオネル・カンポスの獲得を発表。背番号は70[553]。
  - 東京ヤクルトスワローズは、元LGツインズのデビッド・ハフとの契約を発表。登録名はデーブ・ハフで、背番号は45[554]。
- 21日
  - 福岡ソフトバンクホークスの武田翔太が、契約更改後の会見で背番号が30から18に変更になることを発表[555]。
- 22日
  - 千葉ロッテマリーンズは、加藤翔平の背番号を65から10に変更することを発表[556]。
  - （現地時間）アリゾナ・ダイヤモンドバックスは、オリックス・バファローズから海外フリーエージェント権を行使していた平野佳寿と2年契約で合意したと発表した[557]。
- 25日
  - 東北楽天ゴールデンイーグルスは、1月1日から本拠地の宮城球場の名称をこれまでの「koboパーク宮城」から「楽天生命パーク宮城」に変更することを発表。期間は2019年12月31日まで[558]。
  - 埼玉西武ライオンズは、来季のチームスローガンを『CATCH the FLAG 2018 栄光をつかみ獲れ！』に決定したことを発表[559]。
- 26日
  - 東北楽天ゴールデンイーグルスは、元ロサンゼルス・ドジャースのオコエ・ディクソンとの契約合意を発表。背番号は55[560]。
  - 中日ドラゴンズは、元アトランタ・ブレーブスのソイロ・アルモンテと、元デトロイト・タイガースのスティーブン・モヤの2選手との契約合意を発表。背番号はアルモンテが42、モヤが44[561]。
- 27日
  - 広島東洋カープは、クリス・ジョンソン、ブラッド・エルドレッド、サビエル・バティスタ、アレハンドロ・メヒアの4選手との来季契約更新を発表[562]。
  - 中日ドラゴンズは、元カンザスシティ・ロイヤルズのオネルキ・ガルシアとの契約締結を発表。背番号は70[563]。
- 29日
  - 広島東洋カープは、ジェイ・ジャクソンと来季の契約が合意に達したことを発表[564]。
  - NPB12球団ジュニアトーナメント決勝（札幌ドーム）で、中日ドラゴンズジュニアが阪神タイガースジュニアに1-0でサヨナラ勝ちし、2年ぶり3度目の優勝を飾る[565]。
- 31日
  - 横浜DeNAベイスターズのG.後藤武敏が2018年から登録名を「G後藤武敏」にすることを表明。後藤の登録名変更は4年連続となる[566]。
  - 千葉ロッテマリーンズは、来季のチームスローガンを『マクレ』に決定したことを発表[567]。

## 競技結果

### セントラル・リーグ
| 順位 | 球団                   | 勝 | 敗 | 分 | 勝率 | 差   |
| 1位  | 広島東洋カープ         | 88 | 51 | 4  | .633 | 優勝 |
| 2位  | 阪神タイガース         | 78 | 61 | 4  | .561 | 10.0 |
| 3位  | 横浜DeNAベイスターズ   | 73 | 65 | 5  | .529 | 14.5 |
| 4位  | 読売ジャイアンツ       | 72 | 68 | 3  | .514 | 16.5 |
| 5位  | 中日ドラゴンズ         | 59 | 79 | 5  | .428 | 28.5 |
| 6位  | 東京ヤクルトスワローズ | 45 | 96 | 2  | .319 | 44.0 |

| 球 団                  | 得 点 | 安 打 | 本 塁 打 | 打 点 | 盗 塁 | 犠 打 | 三 振 | 打 率 | 出 塁 率 |
| 広島東洋カープ         | 736   | 1329  | 152      | 705   | 112   | 116   | 1114  | .273  | .345     |
| 阪神タイガース         | 589   | 1195  | 113      | 559   | 70    | 113   | 1008  | .249  | .327     |
| 横浜DeNAベイスターズ   | 597   | 1230  | 134      | 571   | 39    | 84    | 1091  | .252  | .311     |
| 読売ジャイアンツ       | 536   | 1190  | 113      | 519   | 56    | 87    | 1006  | .249  | .318     |
| 中日ドラゴンズ         | 487   | 1183  | 111      | 451   | 77    | 115   | 1103  | .247  | .300     |
| 東京ヤクルトスワローズ | 473   | 1108  | 95       | 449   | 50    | 109   | 1013  | .234  | .306     |

| 球 団                  | 完 投 | 完 封 | セ ｜ ブ | ホ ｜ ル ド | 被 安 打 | 被 本 塁 打 | 与 四 球 | 奪 三 振 | 防 御 率 |
| 広島東洋カープ         | 4     | 2     | 36       | 114         | 1182     | 92          | 476      | 1035     | 3.39     |
| 阪神タイガース         | 4     | 1     | 38       | 129         | 1178     | 92          | 448      | 1223     | 3.29     |
| 横浜DeNAベイスターズ   | 5     | 3     | 35       | 137         | 1202     | 128         | 492      | 1117     | 3.81     |
| 読売ジャイアンツ       | 9     | 6     | 31       | 57          | 1182     | 116         | 363      | 1083     | 3.31     |
| 中日ドラゴンズ         | 6     | 2     | 37       | 98          | 1231     | 127         | 495      | 949      | 4.05     |
| 東京ヤクルトスワローズ | 6     | 2     | 18       | 85          | 1271     | 157         | 431      | 1011     | 4.21     |

### パシフィック・リーグ
| 順位 | 球団                         | 勝 | 敗 | 分 | 勝率 | 差   |
| 1位  | 福岡ソフトバンクホークス     | 94 | 49 | 0  | .657 | 優勝 |
| 2位  | 埼玉西武ライオンズ           | 79 | 61 | 3  | .564 | 13.5 |
| 3位  | 東北楽天ゴールデンイーグルス | 77 | 63 | 3  | .550 | 15.5 |
| 4位  | オリックス・バファローズ     | 63 | 79 | 1  | .444 | 30.5 |
| 5位  | 北海道日本ハムファイターズ   | 60 | 83 | 0  | .420 | 34.0 |
| 6位  | 千葉ロッテマリーンズ         | 54 | 87 | 2  | .383 | 39.0 |

| 球 団                        | 得 点 | 安 打 | 本 塁 打 | 打 点 | 盗 塁 | 犠 打 | 三 振 | 打 率 | 出 塁 率 |
| 福岡ソフトバンクホークス     | 638   | 1208  | 164      | 613   | 73    | 156   | 1019  | .259  | .331     |
| 埼玉西武ライオンズ           | 690   | 1264  | 153      | 660   | 129   | 93    | 1029  | .264  | .332     |
| 東北楽天ゴールデンイーグルス | 585   | 1221  | 135      | 553   | 42    | 105   | 1018  | .254  | .324     |
| オリックス・バファローズ     | 539   | 1197  | 127      | 519   | 33    | 149   | 1032  | .251  | .316     |
| 北海道日本ハムファイターズ   | 509   | 1147  | 108      | 482   | 86    | 103   | 1122  | .242  | .313     |
| 千葉ロッテマリーンズ         | 479   | 1098  | 95       | 455   | 78    | 98    | 1099  | .233  | .297     |

| 球 団                        | 完 投 | 完 封 | セ ｜ ブ | ホ ｜ ル ド | 被 安 打 | 被 本 塁 打 | 与 四 球 | 奪 三 振 | 防 御 率 |
| 福岡ソフトバンクホークス     | 4     | 2     | 58       | 125         | 1062     | 134         | 451      | 1203     | 3.22     |
| 埼玉西武ライオンズ           | 10    | 7     | 29       | 86          | 1169     | 125         | 403      | 967      | 3.53     |
| 東北楽天ゴールデンイーグルス | 13    | 3     | 41       | 104         | 1140     | 115         | 407      | 1144     | 3.33     |
| オリックス・バファローズ     | 13    | 5     | 35       | 92          | 1214     | 124         | 433      | 1015     | 3.83     |
| 北海道日本ハムファイターズ   | 6     | 2     | 31       | 114         | 1246     | 147         | 443      | 968      | 3.82     |
| 千葉ロッテマリーンズ         | 11    | 1     | 27       | 89          | 1293     | 143         | 486      | 939      | 4.22     |

### セ・パ交流戦
| 順位 | 球団                         | 勝 | 敗 | 分 | 勝率 | 差   |
| 1位  | 福岡ソフトバンクホークス     | 12 | 6  | 0  | .667 | 優勝 |
| 2位  | 広島東洋カープ               | 12 | 6  | 0  | .667 | 0.0  |
| 3位  | 埼玉西武ライオンズ           | 10 | 7  | 1  | .588 | 1.5  |
| 4位  | 阪神タイガース               | 10 | 8  | 0  | .556 | 2.0  |
| 5位  | 東北楽天ゴールデンイーグルス | 10 | 8  | 0  | .556 | 2.0  |
| 6位  | オリックス・バファローズ     | 10 | 8  | 0  | .556 | 2.0  |
| 7位  | 横浜DeNAベイスターズ         | 9  | 9  | 0  | .500 | 3.0  |
| 8位  | 中日ドラゴンズ               | 9  | 9  | 0  | .500 | 3.0  |
| 9位  | 北海道日本ハムファイターズ   | 8  | 10 | 0  | .444 | 4.0  |
| 10位 | 読売ジャイアンツ             | 6  | 12 | 0  | .333 | 6.0  |
| 11位 | 千葉ロッテマリーンズ         | 6  | 12 | 0  | .333 | 6.0  |
| 12位 | 東京ヤクルトスワローズ       | 5  | 12 | 1  | .294 | 6.5  |

### クライマックスシリーズ

#### ファーストステージ
| 日付                       | 試合     | ビジター球団（先攻） | スコア   | ホーム球団（後攻） | 開催球場       |
| 10月14日（土）             | 第1戦    | 横浜DeNAベイスターズ | 0 - 2    | 阪神タイガース     | 阪神甲子園球場 |
| 10月15日（日）             | 第2戦    | 横浜DeNAベイスターズ | 13 - 6   | 阪神タイガース     | 阪神甲子園球場 |
| 10月16日（月）             | 雨天中止 | 雨天中止             | 雨天中止 | 雨天中止           | 阪神甲子園球場 |
| 10月17日（火）             | 第3戦    | 横浜DeNAベイスターズ | 6 - 1    | 阪神タイガース     | 阪神甲子園球場 |
| 勝者：横浜DeNAベイスターズ |          |                      |          |                    |                |

| 日付                               | 試合  | ビジター球団（先攻）         | スコア | ホーム球団（後攻） | 開催球場           |
| 10月14日（土）                     | 第1戦 | 東北楽天ゴールデンイーグルス | 0 - 10 | 埼玉西武ライオンズ | メットライフドーム |
| 10月15日（日）                     | 第2戦 | 東北楽天ゴールデンイーグルス | 4 - 1  | 埼玉西武ライオンズ | メットライフドーム |
| 10月16日（月）                     | 第3戦 | 東北楽天ゴールデンイーグルス | 5 - 2  | 埼玉西武ライオンズ | メットライフドーム |
| 勝者：東北楽天ゴールデンイーグルス |       |                              |        |                    |                    |

#### ファイナルステージ
| 日付                       | 試合           | ビジター球団（先攻） | スコア   | ホーム球団（後攻） | 開催球場                       |
| アドバンテージ             | アドバンテージ | 横浜DeNAベイスターズ |          | 広島東洋カープ     |                                |
| 10月18日（水）             | 第1戦          | 横浜DeNAベイスターズ | 0 - 3    | 広島東洋カープ     | MAZDA Zoom-Zoom スタジアム広島 |
| 10月19日（木）             | 第2戦          | 横浜DeNAベイスターズ | 6 - 2    | 広島東洋カープ     | MAZDA Zoom-Zoom スタジアム広島 |
| 10月20日（金）             | 第3戦          | 横浜DeNAベイスターズ | 1 - 0    | 広島東洋カープ     | MAZDA Zoom-Zoom スタジアム広島 |
| 10月21日（土）             | 雨天中止       | 雨天中止             | 雨天中止 | 雨天中止           | MAZDA Zoom-Zoom スタジアム広島 |
| 10月22日（日）             | 雨天中止       | 雨天中止             | 雨天中止 | 雨天中止           | MAZDA Zoom-Zoom スタジアム広島 |
| 10月23日（月）             | 第4戦          | 横浜DeNAベイスターズ | 4 - 3    | 広島東洋カープ     | MAZDA Zoom-Zoom スタジアム広島 |
| 10月24日（火）             | 第5戦          | 横浜DeNAベイスターズ | 9 - 3    | 広島東洋カープ     | MAZDA Zoom-Zoom スタジアム広島 |
| 勝者：横浜DeNAベイスターズ |                |                      |          |                    |                                |

| 日付                           | 試合           | ビジター球団（先攻）         | スコア | ホーム球団（後攻）       | 開催球場             |
| アドバンテージ                 | アドバンテージ | 東北楽天ゴールデンイーグルス |        | 福岡ソフトバンクホークス |                      |
| 10月18日（水）                 | 第1戦          | 東北楽天ゴールデンイーグルス | 3 - 2  | 福岡ソフトバンクホークス | 福岡 ヤフオク!ドーム |
| 10月19日（木）                 | 第2戦          | 東北楽天ゴールデンイーグルス | 2 - 1  | 福岡ソフトバンクホークス | 福岡 ヤフオク!ドーム |
| 10月20日（金）                 | 第3戦          | 東北楽天ゴールデンイーグルス | 5 - 7  | 福岡ソフトバンクホークス | 福岡 ヤフオク!ドーム |
| 10月21日（土）                 | 第4戦          | 東北楽天ゴールデンイーグルス | 3 - 4  | 福岡ソフトバンクホークス | 福岡 ヤフオク!ドーム |
| 10月22日（日）                 | 第5戦          | 東北楽天ゴールデンイーグルス | 0 - 7  | 福岡ソフトバンクホークス | 福岡 ヤフオク!ドーム |
| 勝者：福岡ソフトバンクホークス |                |                              |        |                          |                      |

### 日本シリーズ
| 日付                                            | 試合   | ビジター球団（先攻）     | スコア | ホーム球団（後攻）       | 開催球場             |
| ----------------------------------------------- | ------ | ------------------------ | ------ | ------------------------ | -------------------- |
| 10月28日（土）                                  | 第1戦  | 横浜DeNAベイスターズ     | 1 - 10 | 福岡ソフトバンクホークス | 福岡 ヤフオク!ドーム |
| 10月29日（日）                                  | 第2戦  | 横浜DeNAベイスターズ     | 3 - 4  | 福岡ソフトバンクホークス | 福岡 ヤフオク!ドーム |
| 10月30日（月）                                  | 移動日 | 移動日                   | 移動日 | 移動日                   | 移動日               |
| 10月31日（火）                                  | 第3戦  | 福岡ソフトバンクホークス | 3 - 2  | 横浜DeNAベイスターズ     | 横浜スタジアム       |
| 11月1日（水）                                   | 第4戦  | 福岡ソフトバンクホークス | 0 - 6  | 横浜DeNAベイスターズ     | 横浜スタジアム       |
| 11月2日（木）                                   | 第5戦  | 福岡ソフトバンクホークス | 4 - 5  | 横浜DeNAベイスターズ     | 横浜スタジアム       |
| 11月3日（金）                                   | 移動日 | 移動日                   | 移動日 | 移動日                   | 移動日               |
| 11月4日（土）                                   | 第6戦  | 横浜DeNAベイスターズ     | 3 - 4x | 福岡ソフトバンクホークス | 福岡 ヤフオク!ドーム |
| 優勝：福岡ソフトバンクホークス （2年ぶり8回目） |        |                          |        |                          |                      |

### 個人タイトル
|                  | セントラル・リーグ | セントラル・リーグ | セントラル・リーグ | パシフィック・リーグ | パシフィック・リーグ | パシフィック・リーグ |
| タイトル         | 選手               | 球団               | 成績               | 選手                 | 球団                 | 成績                 |
| ---------------- | ------------------ | ------------------ | ------------------ | -------------------- | -------------------- | -------------------- |
| 最優秀選手       | 丸佳浩             | 広島               |                    | D.サファテ           | ソフトバンク         |                      |
| 最優秀新人       | 京田陽太           | 中日               |                    | 源田壮亮             | 西武                 |                      |
| 首位打者         | 宮﨑敏郎           | DeNA               | .323               | 秋山翔吾             | 西武                 | .322                 |
| 本塁打王         | A.ゲレーロ         | 中日               | 35本               | A.デスパイネ         | ソフトバンク         | 35本                 |
| 打点王           | J.ロペス           | DeNA               | 105点              | A.デスパイネ         | ソフトバンク         | 103点                |
| 最多安打         | 丸佳浩             | 広島               | 171本              | 秋山翔吾             | 西武                 | 185本                |
| 最多安打         | J.ロペス           | DeNA               | 171本              | 秋山翔吾             | 西武                 | 185本                |
| 盗塁王           | 田中広輔           | 広島               | 35個               | 西川遥輝             | 日本ハム             | 39個                 |
| 最高出塁率       | 田中広輔           | 広島               | .398               | 柳田悠岐             | ソフトバンク         | .426                 |
| 最優秀防御率     | 菅野智之           | 巨人               | 1.59               | 菊池雄星             | 西武                 | 1.97                 |
| 最多勝利         | 菅野智之           | 巨人               | 17勝               | 菊池雄星             | 西武                 | 16勝                 |
| 最多勝利         | 菅野智之           | 巨人               | 17勝               | 東浜巨               | ソフトバンク         | 16勝                 |
| 最多奪三振       | M.マイコラス       | 巨人               | 187個              | 則本昂大             | 楽天                 | 222個                |
| 最高勝率         | 薮田和樹           | 広島               | .833               | 千賀滉大             | ソフトバンク         | .765                 |
| 最多セーブ投手   | R.ドリス           | 阪神               | 37S                | D.サファテ           | ソフトバンク         | 54S                  |
| 最優秀中継ぎ投手 | 桑原謙太朗         | 阪神               | 43HP               | 岩嵜翔               | ソフトバンク         | 46HP                 |
| 最優秀中継ぎ投手 | M.マテオ           | 阪神               | 43HP               | 岩嵜翔               | ソフトバンク         | 46HP                 |

### 月間MVP
|         | セントラル・リーグ | セントラル・リーグ | セントラル・リーグ | セントラル・リーグ | パシフィック・リーグ | パシフィック・リーグ | パシフィック・リーグ | パシフィック・リーグ |
|         | 投手               | 球団               | 野手               | 球団               | 投手                 | 球団                 | 野手                 | 球団                 |
| ------- | ------------------ | ------------------ | ------------------ | ------------------ | -------------------- | -------------------- | -------------------- | -------------------- |
| 3・4月  | R.メッセンジャー   | 阪神               | 大島洋平           | 中日               | 金子千尋             | オリックス           | T-岡田               | オリックス           |
| 5月     | 菅野智之           | 巨人               | ビシエド           | 中日               | 則本昂大             | 楽天                 | B.レアード           | 日本ハム             |
| 6月     | 岩瀬仁紀           | 中日               | 丸佳浩             | 広島               | 十亀剣               | 西武                 | 柳田悠岐             | ソフトバンク         |
| 7月     | 菅野智之           | 巨人               | 桑原将志           | DeNA               | 東浜巨               | ソフトバンク         | 秋山翔吾             | 西武                 |
| 8月     | M.マイコラス       | 巨人               | 筒香嘉智           | DeNA               | D.サファテ           | ソフトバンク         | 山川穂高             | 西武                 |
| 9・10月 | 菅野智之           | 巨人               | 松山竜平           | 広島               | 菊池雄星             | 西武                 | 山川穂高             | 西武                 |

### ベストナイン
|          | セントラル・リーグ | セントラル・リーグ | パシフィック・リーグ | パシフィック・リーグ |
| 守備位置 | 選手               | 球団               | 選手                 | 球団                 |
| -------- | ------------------ | ------------------ | -------------------- | -------------------- |
| 投手     | 菅野智之           | 巨人               | 菊池雄星             | 西武                 |
| 捕手     | 會澤翼             | 広島               | 甲斐拓也             | ソフトバンク         |
| 一塁手   | J.ロペス           | DeNA               | 銀次                 | 楽天                 |
| 二塁手   | 菊池涼介           | 広島               | 浅村栄斗             | 西武                 |
| 三塁手   | 宮﨑敏郎           | DeNA               | Z.ウィーラー         | 楽天                 |
| 遊撃手   | 田中広輔           | 広島               | 今宮健太             | ソフトバンク         |
| 外野手   | 丸佳浩             | 広島               | 柳田悠岐             | ソフトバンク         |
| 外野手   | 鈴木誠也           | 広島               | 秋山翔吾             | 西武                 |
| 外野手   | 筒香嘉智           | DeNA               | 西川遥輝             | 日本ハム             |
| 指名打者 |                    |                    | A.デスパイネ         | ソフトバンク         |

### ゴールデングラブ賞
|          | セントラル・リーグ | セントラル・リーグ | パシフィック・リーグ | パシフィック・リーグ |
| 守備位置 | 選手               | 球団               | 選手                 | 球団                 |
| -------- | ------------------ | ------------------ | -------------------- | -------------------- |
| 投手     | 菅野智之           | 巨人               | 菊池雄星             | 西武                 |
| 捕手     | 小林誠司           | 巨人               | 甲斐拓也             | ソフトバンク         |
| 一塁手   | J.ロペス           | DeNA               | 銀次                 | 楽天                 |
| 二塁手   | 菊池涼介           | 広島               | 鈴木大地             | ロッテ               |
| 三塁手   | 鳥谷敬             | 阪神               | 松田宣浩             | ソフトバンク         |
| 遊撃手   | 坂本勇人           | 巨人               | 今宮健太             | ソフトバンク         |
| 外野手   | 丸佳浩             | 広島               | 秋山翔吾             | 西武                 |
| 外野手   | 鈴木誠也           | 広島               | 柳田悠岐             | ソフトバンク         |
| 外野手   | 桑原将志           | DeNA               | 西川遥輝             | 日本ハム             |

### ファーム
- ウエスタン・リーグ：広島東洋カープ（26年ぶり9度目）
- イースタン・リーグ：読売ジャイアンツ（3年連続26度目）
- ファーム日本選手権（10月7日、KIRISHIMAサンマリンスタジアム宮崎）
  - 広島東洋カープ（初優勝） 5-2 読売ジャイアンツ[568]
  - 最優秀選手：坂倉将吾（広島東洋カープ）[568]